# Charles Baudelaire
(Charles Baudelaire, Corrispondenze, in I fiori del male)
Charles Pierre Baudelaire (/ʃaʁl(ə) pjɛʁ(ə) bodˈlɛʁ/ ; Parigi, 9 aprile 1821 – Parigi, 31 agosto 1867) è stato un poeta, scrittore, critico letterario, critico d'arte, giornalista, filosofo, aforista, saggista e traduttore francese.
È considerato uno dei più importanti poeti del XIX secolo, esponente chiave del simbolismo, affiliato del parnassianesimo e grande innovatore del genere lirico, nonché anticipatore del decadentismo. I fiori del male, la sua opera maggiore, è considerata uno dei classici della letteratura francese e mondiale.
Il pensiero, la produzione e la vita di Baudelaire hanno influenzato molti autori successivi (primi fra tutti i "poeti maledetti" come Verlaine, Mallarmé e Rimbaud, ma anche gli scapigliati italiani come Emilio Praga, o Marcel Proust, Edmund Wilson, Dino Campana, nonché, in particolar modo, Paul Valéry), appartenenti anche a correnti letterarie e vissuti in periodi storici differenti, ed è considerato ancor oggi non solo come uno dei precursori della letteratura decadente, ma anche di quella poetica e filosofia nei confronti della società, dell'arte, dell'essenza dei rapporti tra esseri umani, dell'emotività, dell'amore e della vita che lui stesso aveva definito come "modernismo".

## Biografia

### La giovinezza

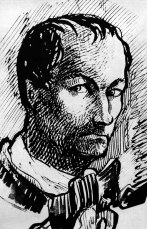
Baudelaire, Autoritratto

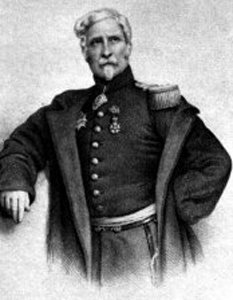
Il generale Aupick, patrigno di Baudelaire

Charles Baudelaire nacque a Parigi, in Francia, il 9 aprile 1821 in una casa del quartiere latino, in rue Hautefeuille nº 13, e venne battezzato due mesi dopo nella chiesa cattolica di Saint-Sulpice, nota chiesa parigina in cui fu battezzato nel 1740 anche il marchese de Sade. Suo padre si chiamava Joseph-François Baudelaire; era un ex-sacerdote e capo degli uffici amministrativi del Senato, amante della pittura e dell'arte in genere, e come prima moglie ebbe Jeanne Justine Rosalie Jasminla, dalla quale ebbe Claude Alphonse Baudelaire, fratellastro del poeta. La madre di Charles era la ventisettenne Caroline Archimbaut-Dufays (1793-1871), sposata da Joseph-François dopo la perdita della prima moglie.
All'età di sei anni Baudelaire restò orfano del padre, allora sessantenne, il quale fu sepolto nel cimitero di Montparnasse. Caroline, rimasta vedova, riversò sul figlio tutta la sua ricchezza affettiva, ma l'anno successivo decise di sposarsi con Jacques Aupick (1789-1857), un tenente colonnello che, a causa della sua freddezza e rigidità (nonché del perbenismo borghese di cui era intriso), si guadagnò ben presto l'odio del giovane Charles, in età adolescenziale. Baudelaire non perdonò mai alla madre questo "tradimento" e da allora il rapporto tra i due divenne sempre più tormentoso, nutrito dagli impulsi di vendetta del figlio, che non dissociava più l'amore per la madre dal bisogno di farla soffrire e dai lamenti e rimproveri di lei, che al figlio erano altrettanto necessari.
Nel 1833 Charles entrò nel Collegio reale di Lione, città dove si trasferì la famiglia a causa del lavoro del patrigno. Al gennaio 1836 risale il ritorno a Parigi, dove Aupick ricevette una promozione a colonnello; all'età di 14 anni Baudelaire iniziò a frequentare il collegio Louis-le Grand, con risultati altalenanti. Un suo compagno di classe lo descrisse così:
Baudelaire si rivelò incostante nello studio, a volte era diligente, altre volte era più soggetto ad oziare. Fu espulso dal liceo nel 1839, nonostante il suo buon profitto (nel 1837, infatti, ottenne il secondo premio di composizione in versi latini), per indisciplina: si era infatti rifiutato di consegnare al professore un biglietto che un compagno gli aveva passato in classe. Nonostante questo inconveniente, Baudelaire riuscì pochi mesi dopo a conseguire il diploma di "baccalauréat", al liceo Saint-Louis.

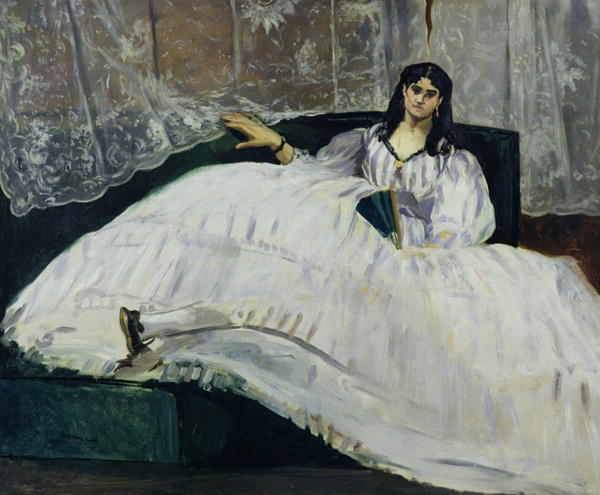
Jeanne Duval, per lungo tempo musa e amante di Baudelaire, ritratta da Édouard Manet nel 1862 (ritratto commemorativo della donna, deceduta quell'anno).

Finito il liceo, il giovane si mostrò indeciso sul proprio futuro e insofferente alle scelte che, il suo patrigno Aupick, aveva in mente per lui; si appassionò però alla carriera letteraria, che lo portò a conoscere artisti e scrittori dediti ad uno stile di vita bohémien, che lo spinse per altro ad accumulare debiti.
Durante questo periodo cominciò inoltre a frequentare prostitute e contrasse presumibilmente la gonorrea e la sifilide, che, probabilmente, sarà la causa della sua morte circa 27 anni dopo. Nel 1840 intrattenne una relazione quasi fissa con una ragazza di nome Sara, una giovanissima prostituta ebrea.

#### Il viaggio e il dandismo
(C. Baudelaire, Il pittore della vita moderna, 1863)

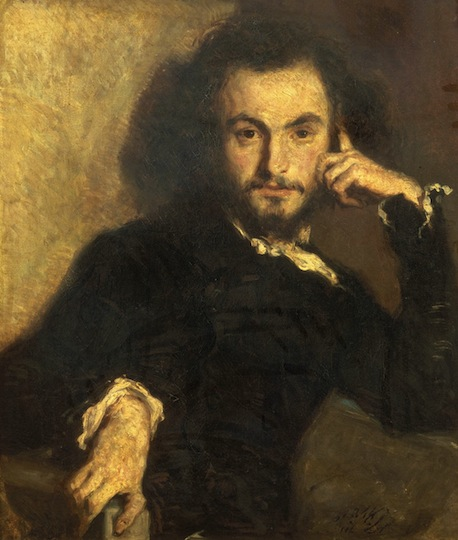
Émile Deroy
Ritratto di Charles Baudelaire, 1844

Nel 1841, a causa della frequentazione di cattivi ambienti e del suo stile di vita dissoluto, su decisione del consiglio di famiglia fu imbarcato su una nave, la Paquebot des Mers du Sud, diretta verso Calcutta, in India. Egli si fermò prima sull'isola di Bourbon, poi su quella di Maurice. Nonostante ciò, il giovane Baudelaire decise di non portare a termine il viaggio e quindi il 4 novembre si imbarcò sulla nave Alcide, facendo ritorno in Francia. Da questa esperienza tuttavia nacque la passione di Baudelaire per l'esotismo, che si rifletterà in seguito nella sua opera di maggior successo, I fiori del male.
Dieci mesi dopo la sua partenza per l'India, una volta rientrato a Parigi, ormai maggiorenne, Baudelaire comincerà a svolgere una vita da bohémien grazie all'eredità paterna, proseguendo la sua vita all'insegna della carriera letteraria. È in questo periodo che cominciò a scrivere le prime composizioni de I fiori del male, affermandosi inoltre come critico d'arte e giornalista. Rifiutò ogni proposta di matrimonio combinato dalla madre o dal patrigno.
Nel 1842 si avvicinò alla figura di Théophile Gautier, prendendolo a modello sia nell'ambito spirituale che in quello artistico, e nello stesso periodo incontrò Jeanne Duval, "La Venere Nera" che "lo torturava ogni giorno" (così diceva la madre di Baudelaire), una danzatrice e attrice teatrale creola di origini haitiane, africane e francesi, figlia illegittima di una prostituta di Nantes, con la quale Baudelaire visse un'appassionata e turbolenta storia d'amore, che diverrà per il poeta fonte di notevoli spunti letterari. Secondo la madre di Baudelaire, Duval prosciugava suo figlio di ogni avere e opportunità. Jeanne Duval venne abbandonata dalla sua famiglia.
Il 9 aprile, maggiorenne, entrò in possesso dell'eredità paterna, 75 000 franchi. Il lussuoso stile di vita portò Baudelaire nel frattempo a prendere alloggio al centralissimo Hotel de Pimodan sull'isola di Saint-Louis dove, nello studio, teneva il proprio ritratto, opera di Émile Delroy (1844), frutto della sua repentina celebrità nei circoli artistici come dandy e scialacquatore; le tende oscuravano solo la parte inferiore della finestra sulla Senna, così da lasciar vedere esclusivamente il cielo.
Del dandismo di Baudelaire, Stanislas Fumet ha scritto: "Il suo dandismo era la dottrina del progresso personale, da contrapporre allo pseudo-progresso meccanico di cui le democrazie non cessano mai di vantarci. C'è un solo progresso, affermava Baudelaire, per gli uomini come per le nazioni, è quello che li libera dal male morale, questo male che macchia il nostro libero arbitrio e che deflora la verginità, in noi, dell'immagine di Dio".

### La carriera letteraria

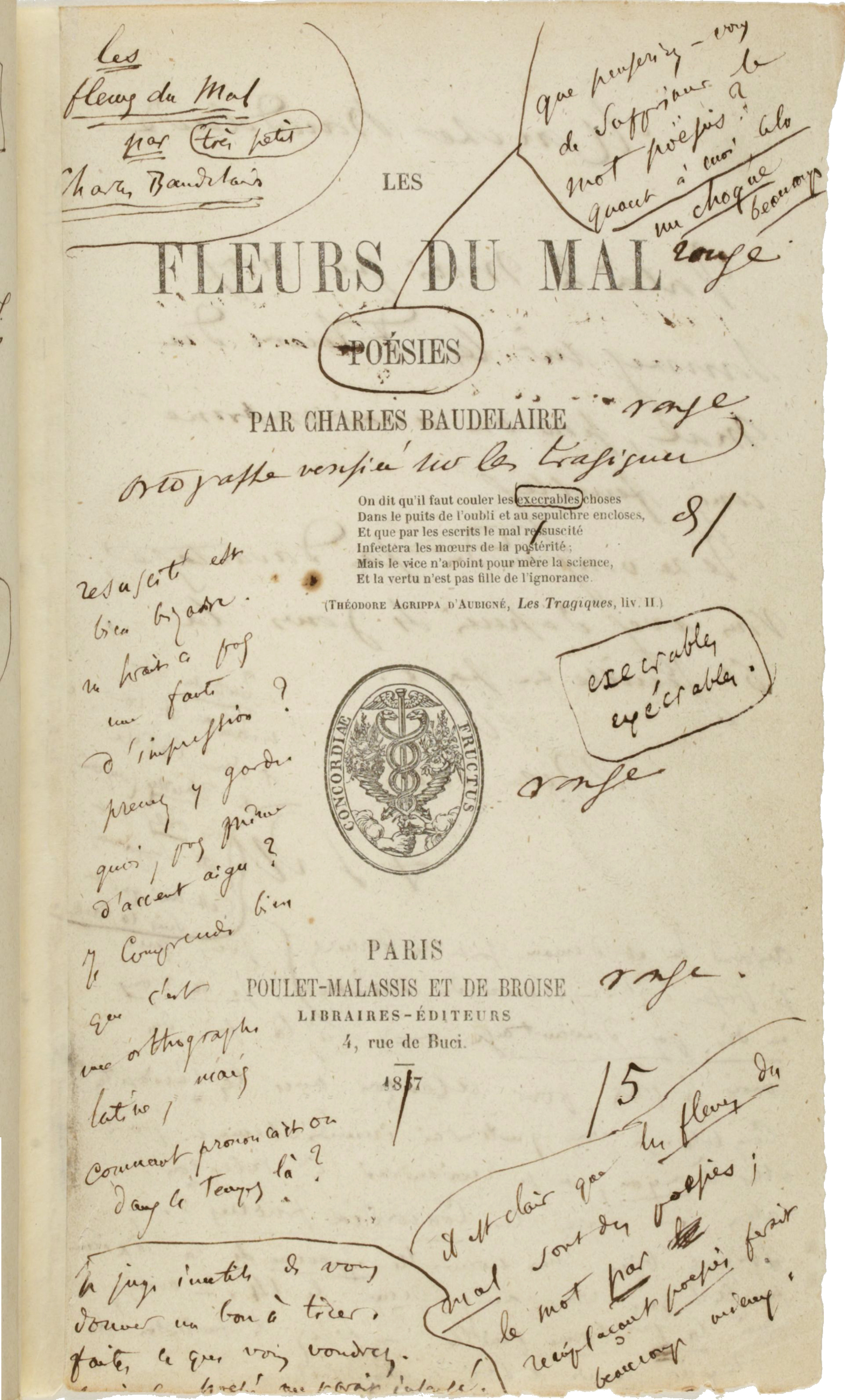
La prima edizione de I fiori del male (1857), con in copertina le note di Baudelaire

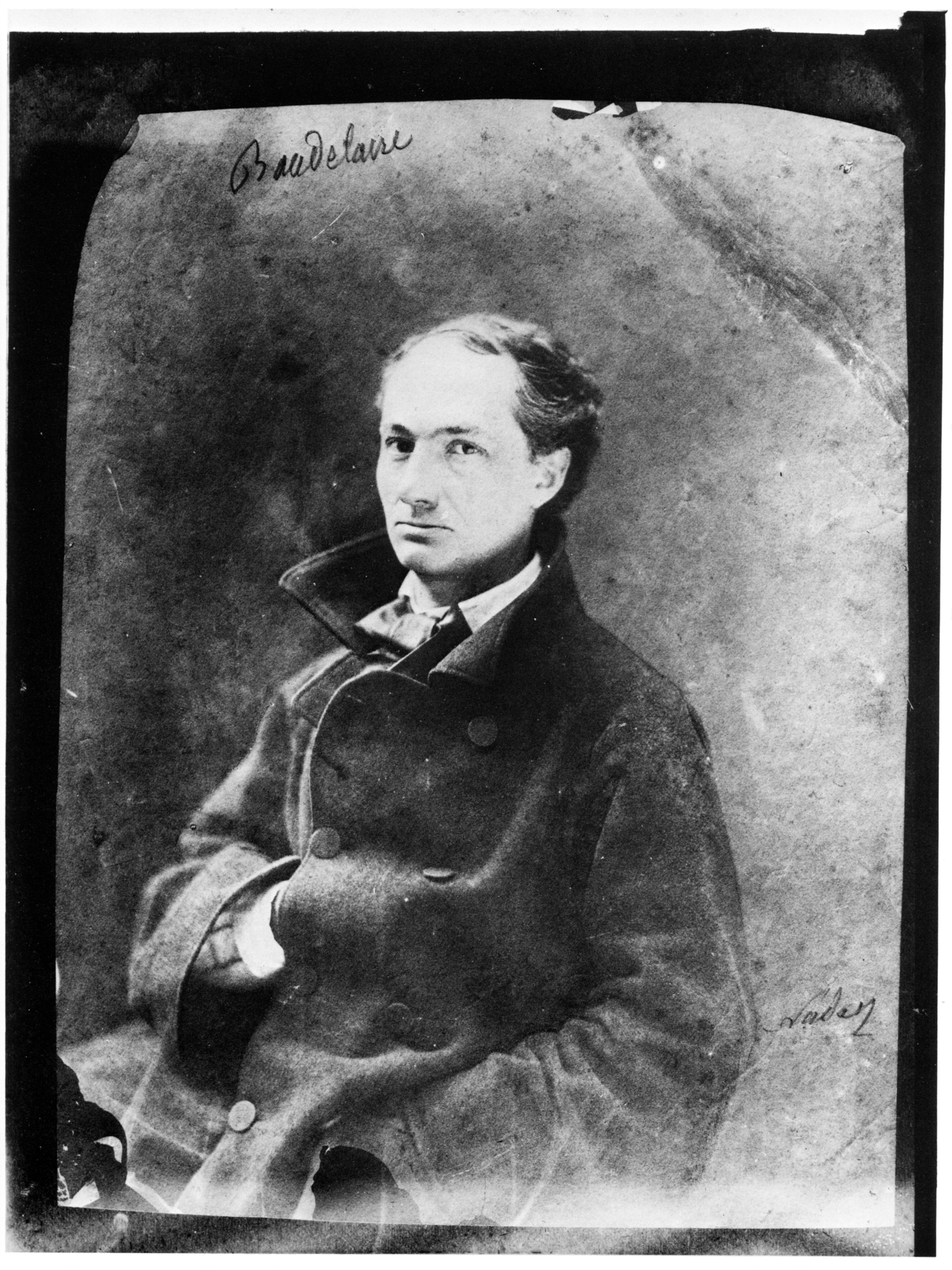
NadarCharles Baudelaire1855

Nonostante non avesse pubblicato ancora alcuna opera, già nel 1843 Baudelaire era conosciuto nei circoli letterari parigini come un dandy dedito a spese e lussi che spesso non poteva neppure permettersi, circondandosi di opere d'arte e libri; i generosi dispendi economici del suo tenore di vita intaccarono rapidamente la metà del patrimonio paterno costringendo la madre, dietro consiglio del patrigno, ad interdire il giovane e affidare il suo patrimonio ad un notaio.
Attratto dagli scritti di Thomas De Quincey - autore di Le confessioni di un mangiatore d'oppio - in questo periodo entrò a far parte del Club des Hashischins, un circolo di letterati e intellettuali dediti all'esplorazione delle esperienze e delle allucinazioni prodotte dalle droghe (prima fra tutte l'hashish), che si ritrovavano spesso all'Hôtel de Lauzun; il gruppo comprendeva personalità rinomate, oltre a Baudelaire, quali Jacques-Joseph Moreau, Théophile Gautier, Gérard de Nerval, Honoré de Balzac, Eugène Delacroix ed Alexandre Dumas padre (Gautier dedicò un articolo di giornale al club intitolato Le Club des Hachichins e pubblicato sulla Revue des Deux Mondes nel febbraio 1846).
Mentre continuava a produrre alcuni dei componimenti de I fiori del male, nel 1845 pubblicò il primo lavoro, la recensione critica del Salon del 1845, pubblicazione che gli valse parecchie attenzioni in campo artistico, per l'audacia delle idee esposte e per la competenza dimostrata. Il 25 maggio pubblicò anche la sua prima poesia, scritta nel 1841 a La Riunione. Si tratta del sonetto À une créole (successivamente verrà aggiunta dame) uscita nella rivista L'Artiste.
A questo primo "successo" personale faceva contrasto però il suo stile di vita: sempre più pressato da debiti, dubbioso sul proprio futuro, solo e con una condizione psicologica precaria, Baudelaire tentò per la prima volta il suicidio in maggio. Si ferì soltanto lievemente e superò il trauma fisico con una convalescenza relativamente breve; la madre, nonostante il figlio stesse vivendo un periodo evidentemente disastroso, non lo andò mai a visitare ignorando le sue richieste, probabilmente per ordine di Aupick. Il 30 giugno 1845 tentò di nuovo il suicidio accoltellandosi, ma sopravvisse. Poco prima aveva scritto una lettera d'addio per la sua musa Jeanne Duval.
Nel 1846 Baudelaire si occupò nuovamente del Salon, collaborando con riviste e giornali attraverso articoli, saggi e critiche d'arte. La sua fama continuava a crescere, soprattutto perché in quest'opera si fece sostenitore del Romanticismo e di Delacroix, riscoprendo anche le opere di David.
Nel 1847 pubblicherà il suo racconto lungo intitolato La Fanfarlo, dove si intravede un compiaciuto autoritratto del poeta nel personaggio di Samuel Cramer, dandy sofisticato e pigro scrittore, "uno degli ultimi romantici che possieda la Francia". Nello stesso anno Aupick diventò generale di brigata. In questo periodo scoprì le opere di Edgar Allan Poe, e, come ha evidenziato Claude Pichois nel suo commento ai saggi baudelairiani su Poe, sarà grazie alla scoperta e rivalutazione di questo grande scrittore americano (noto in Francia dal 1844 e dalla coeva critica fourierista indicato come un reazionario ma da Baudelaire sùbito percepito e presentato come un illuminato) che il poeta francese avvierà un intimo riordino estetico-poetico ed esistenziale, passando con rapidità da un romantico dandismo dissipatore ad una rigorosa ricerca della propria verità poetica in sintonia col proprio destino, a contatto con nuovi ideali e personalità dell'ambiente spiritualista e socialista francese, preparatore della Rivoluzione del 1848: Alphonse Louis Constant, Pierre Leroux, Alphonse Esquiros e Lamennais, saranno loro a sollecitare in Baudelaire l'ampliamento di cognizioni filosofiche, orientandone la ricerca verso la teosofia di Emanuel Swedenborg, mediatagli in primis dalla mistica di Honoré de Balzac che, nel proprio romanzo Seraphita, raggiunse un'originale sintesi cognitiva tra le visioni di Swedenborg e di Novalis; ed è alla luce di questa filosofia che Baudelaire elaborerà, dal 1852 in avanti, i suoi memorabili saggi su Poe.
Nel 1848 prese parte ai moti rivoluzionari parigini e salì anche lui sulle barricate insurrezionaliste, si dice gridando "Bisogna andare a fucilare il generale Aupick" (cioè il patrigno), seppure la sua posizione politica non fosse radicata e difesa con convinzione, quanto spinta dalla foga del momento e dalla situazione storico-sociale parigina. Il suo primo biografo ed amico, Charles Asselineau, sostiene che "Baudelaire amava la rivoluzione, ma più da artista che da cittadino". In Mon coeur mis à nu , pubblicato postumo da Quantin nel 1887, così riassume il "suo" '48: «Essere un uomo utile mi è sempre parso qualcosa di assai ripugnante. Il 1848 fu divertente per la sola ragione che ognuno vi fabbricava utopie come castelli di Spagna. Il 1848 fu affascinante per l'eccesso stesso di ridicolo».
Tuttavia, Baudelaire vedrà sfumare la possibilità di una vittoria e di una "liberazione" dalle sanguinarie giornate successive alle proteste, dalla proclamazione della Seconda Repubblica francese e dalla conseguente instaurazione del regime bonapartista del futuro Napoleone III. Questa sconfitta lascerà una ferita profondissima nell'animo di Baudelaire, che abbandonò le idee socialiste e la politica (sebbene risalga al 1851 il primo saggio su Pierre Dupont, in cui denunciò le squallide condizioni degli operai), tanto che diventerà il vertice finale in cui confluirà tutta la sua poesia. Nel 1849 si trasferì a Digione con Jeanne, e conobbe Gustave Courbet.
La vita di Baudelaire nei primi anni della seconda metà dell'Ottocento permaneva nelle medesime condizioni di precarietà provate nei periodi passati, tra alloggi momentanei, debiti pressanti, lavori altalenanti e una salute cagionevole. Iniziò ad amare la musica di Richard Wagner (dopo aver ascoltato il preludio del Lohengrin e del Tannhäuser)

#### Capolavori e censura:I fiori del male
(Baudelaire a Narcisse Ancelle)

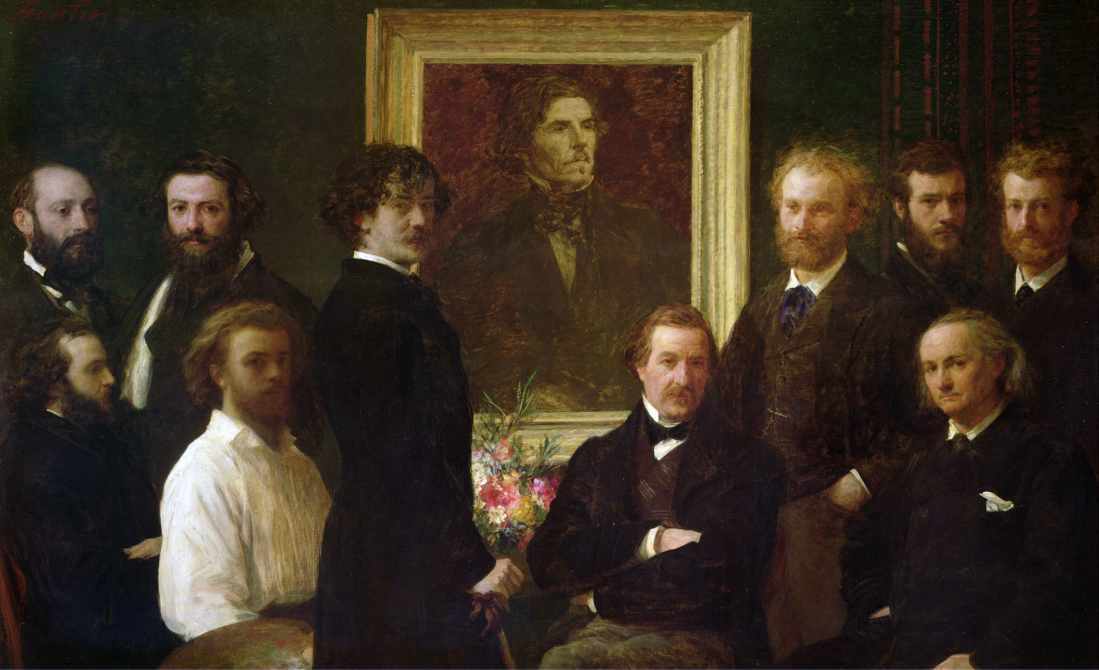
Henri Fantin-Latour
Hommage à Delacroix
Da sinistra, seduti: Louis Edmond Duranty, Henri Fantin-Latour, Jules Champfleury e Charles Baudelaire. Da sinistra, in piedi: Louis Cordier, Alphonse Legros, James Whistler, Édouard Manet, Félix Bracquemond e Albert de Balleroy. Al centro, un ritratto di Eugène Delacroix.

L'opus magnum di Baudelaire fu la raccolta Les Fleurs du Mal del 1857 (la prima versione con solo 18 poesie fu pubblicata nel 1855 dalla Revue des Deux Mondes): il titolo di quest'opera, dedicata a Théophile Gautier, riassume a pieno l'idea di bellezza propria del poeta francese. Il male, come il bene, ha i suoi fiori, le sue bellezze. Il male risulta però più attraente e più accattivante. Quest'opera evoca il "viaggio" immaginario, tipico della concezione di vita di Baudelaire. Si parte infatti dall'angoscia di vivere (Spleen), al quale si contrappone da una parte un ideale divino (Idéal), fatto di corrispondenze naturali, d'amore e bellezza, al quale si può arrivare solo tramite la bellezza ideale. Dall'altra parte abbiamo poi la morte, altra fonte di salvezza. Ci arriviamo attraverso il male, la ribellione contro tutto ciò che ci circonda, ma soprattutto contro Dio, con l'utilizzo di droghe (hashish e tabacco assieme) e alcol, che rappresentano il tentativo del poeta di trovare rifugio, scoprendo però che sono capaci di donare solo una breve illusione di libertà (Enivrèz Vous - "Ubriacatevi. Di vino, di poesia, di libertà, di ciò che volete, ma ubriacatevi", scrive nello Spleen di Parigi, la successiva breve raccolta di prose che segue i Fleurs).

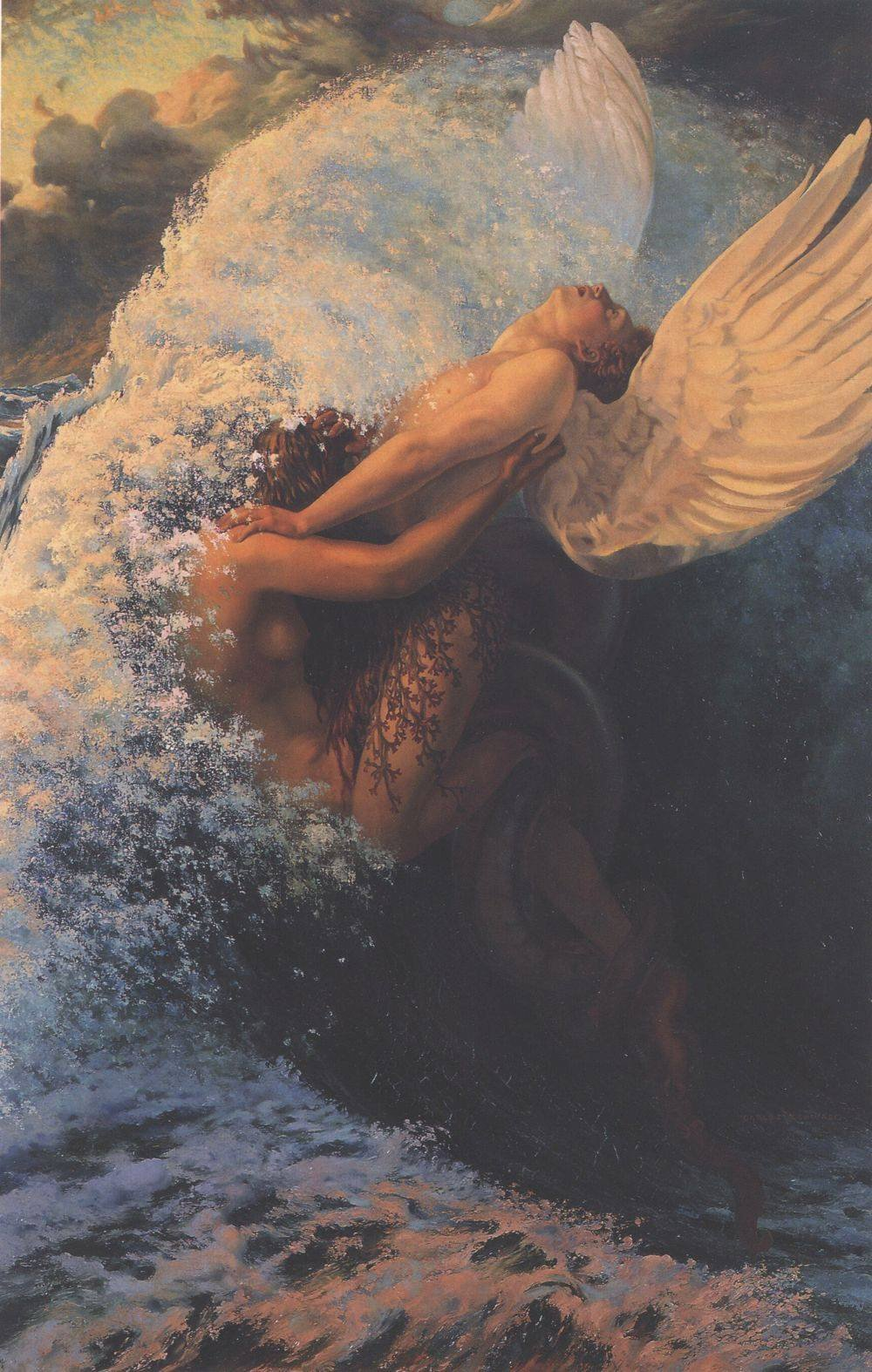
Carlos Schwabe
Spleen et Ideàl

I fiori del male, definiti da Emilio Praga "un'imprecazione, cesellata nel diamante", esprimono dunque la vita secondo Baudelaire, divisi nel 1861 nelle seguenti sezioni, dopo l'Incipit, contenenti alcune delle importanti poesie citate (le prime 2 sono le più lunghe, assieme contengono più di 100 liriche): Spleen et Idéal, (tra cui: Spleen I, II, III, IV, L'invito al viaggio, Corrispondenze, I gatti, Il gatto, A una Madonna, Benedizione, L'albatro, Inno alla Bellezza, L'héautòntimoroúmenos...), Quadri Parigini (esempi: A una mendicante dai capelli rossi, Danza macabra, Il gusto della menzogna...), Il Vino (sull'alcol e le droghe, 5 poesie, tra esse: L'anima del vino, Il vino degli straccivendoli, Il vino dell'assassino, Il vino del solitario...), Fleurs du Mal (il capitolo più cupo, dedicato alle droghe e al vizio in generale, 9 poesie tra cui La distruzione), Rivolta (solo 4 poesie: Il rinnegamento di san Pietro, Il ribelle, Le litanie di Satana, Abele e Caino), La Morte (6 poesie tra cui: La morte degli amanti, Il viaggio o La partenza, lirica finale). 
L'edizione definitiva postuma (1868) è la più lunga e presenta la prefazione Al lettore e molte poesie espunte, per un totale di 126 liriche, a cui furono poi aggiunte appendici varie come I relitti, le 6 poesie censurate dal tribunale.
Il significato della scelta del titolo è anche molto importante, ha un doppio valore simbolico; infatti il "fiore", nascendo dalla terra, fa parte della natura maligna e perciò viene detto "del male", dalla sofferenza nasce la bellezza. Il titolo originale, recuperato poi per una poesia, era Les lesbiennes ("Le lesbiche") poi modificato in I limbi e infine Le fleurs du mal. L'editore ottenne che Baudelaire autocensurasse il titolo. Tre poesie erano appunto a tema lesbico e due erano intitolate Femmes damnées ("Donne dannate"): condannate in tribunale nel 1857 e poi espunte, per poi essere ripubblicate nel 1866 col titolo definitivo di Les lesbiennes, recuperando il titolo originale della raccolta, con aggiunta del sottotitolo «Delphine et Hippolyte»; un'altra Lesbos (anch'essa condannata). Femmes damnée. Delphine et Hippolyte ispirerà un quadro erotico di Gustave Courbet, intitolato appunto Femmes damnées ma noto anche come Il Sonno, Le dormienti o La pigrizia e la lussuria.

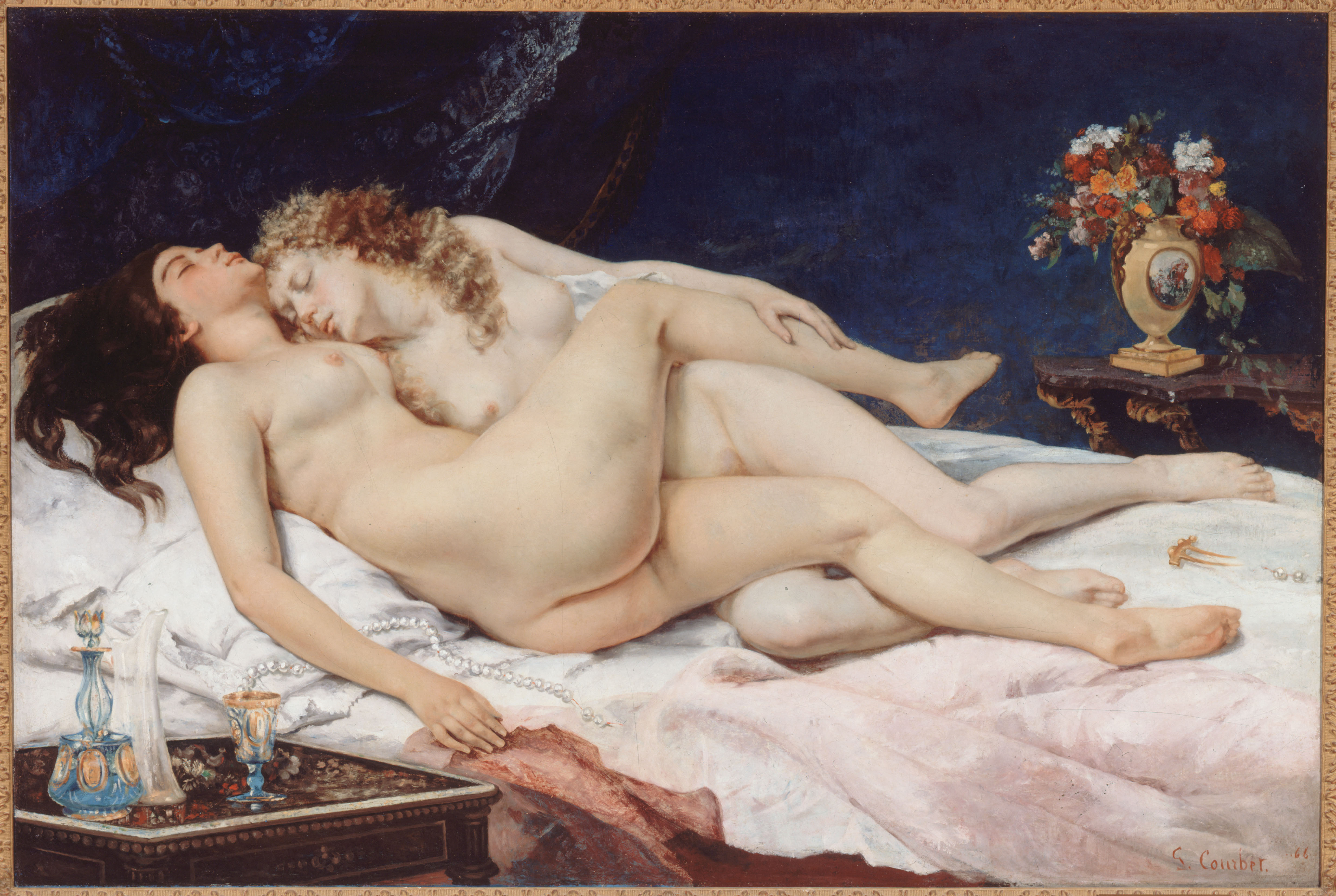
Gustave Courbet, Il Sonno (1866), ispirato da una poesia "soppressa" dei Fleurs du Mal

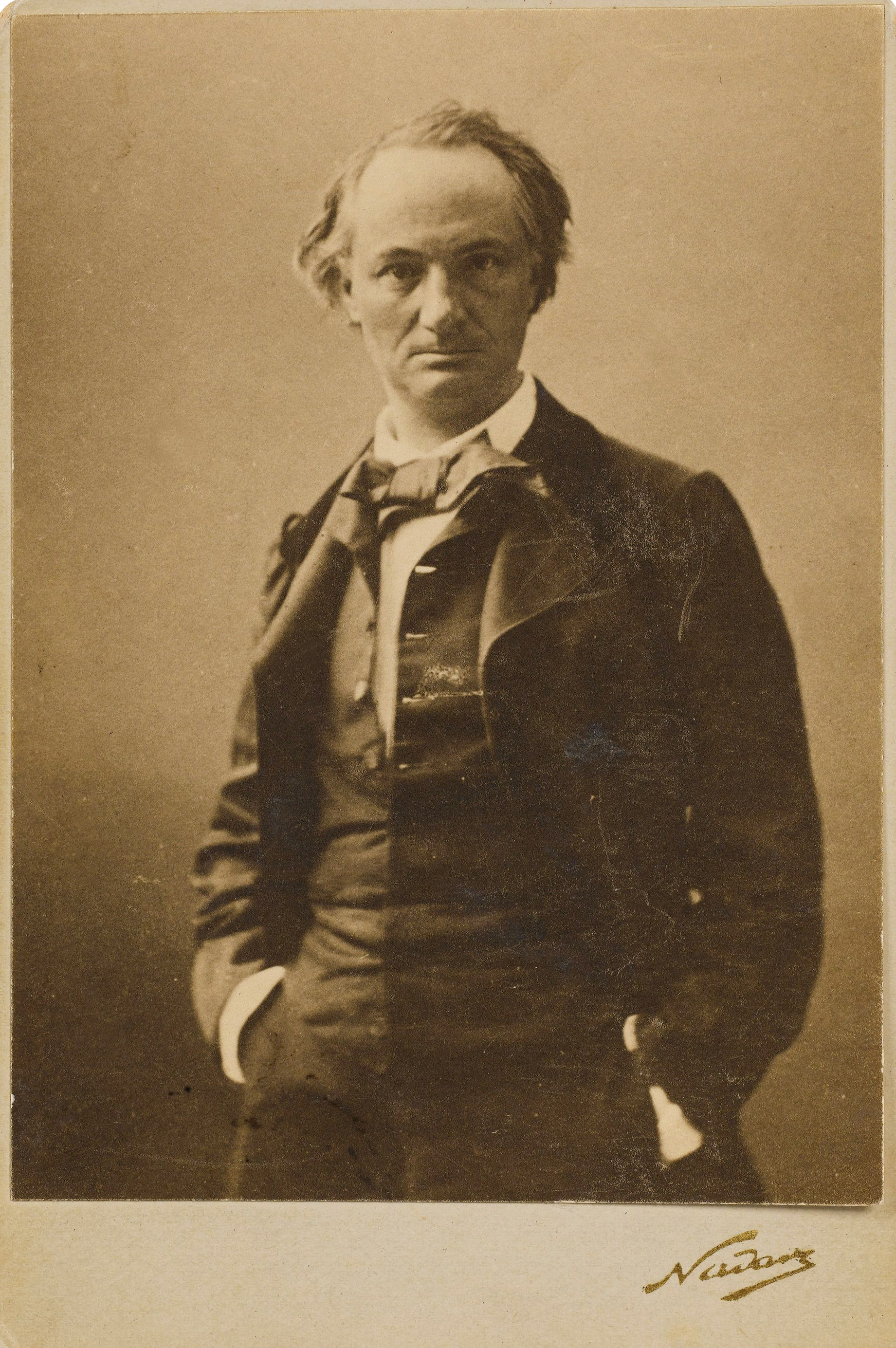
Ritratto fotografico di Charles Baudelaire, 1855, di Nadar

Baudelaire venne processato nel 1857 dal procuratore Pierre Ernest Pinard (lo stesso che aveva messo sotto accusa Madame Bovary di Gustave Flaubert), per la pubblicazione de I Fiori del Male, insieme al suo editore, Auguste Poulet-Malassis. Baudelaire venne accusato in seguito ad un articolo pieno di livore firmato da Gustave Bourdin, uscito sul Figaro, di "offendere la morale pubblica e il buon costume". Trovandosi già in una situazione difficile a causa della sua partecipazione alla rivoluzione del 1848, Baudelaire e il suo editore vennero processati e lo scrittore dovette pagare una multa di 300 franchi ed eliminare 6 poesie considerate "oscene" (Lesbo, Donne dannate I/Les lesbiennes, Il Lete, A una troppo gaia, I Gioielli, Le metamorfosi del vampiro); inoltre subì la censura di alcuni versi, che furono tagliati, come nella prefazione Al lettore.
Il 28 aprile dello stesso anno morì il patrigno di Baudelaire, il generale Aupick, che era anche diventato senatore. Tuttavia, Baudelaire non si arrese al volere della giustizia dell'imperatore Napoleone III e nel 1861 pubblicò una nuova edizione de I Fiori del Male, con l'aggiunta di 35 nuove poesie inedite, e la dedica a Gautier, definito "poeta impeccabile", "mago in lettere francesi", "maestro" e "amico".
Nel 1866 pubblicò la raccolta Les Épaves (I relitti), in cui inserì le poesie che le autorità gli avevano ordinato di eliminare dalla prima edizione de I Fiori del Male, in certi casi modificate da commenti dell'autore che finge biasimo per non incorrere in nuovi processi..

Nel sopracitato diario postumo Il mio cuore messo a nudo, scrisse un'annotazione che potrebbe essere un commento al processo che censurò ufficialmente i Fleurs, un concetto di arte amorale estetista, l'art pour l'art contro ogni ipocrisia che tornerà anche in Oscar Wilde e in Paul Verlaine: 

### Gli ultimi anni (1857-1867)
Baudelaire in questi ultimi dieci anni di vita si dedicò alla traduzione di varie opere, tra cui Le confessioni di un mangiatore d'oppio di Thomas de Quincey e alcuni scritti di Hoffmann; conosce Barbey d'Aurevilly.
Si dedicò anche al completamento di alcune opere che vengono considerate (insieme a I Fiori del male, che continuò a rivedere e ripubblicare) i suoi capolavori, come ad esempio Lo spleen di Parigi (intitolato all'inizio Piccoli Poemi in prosa) e si impegnò anche in una serie di recensioni e di critiche artistiche intitolata Exposition universelle e pubblicata su Le Pays; scrisse anche per conto di alcuni giornali delle recensioni e critiche letterarie sulle opere di alcuni suoi conoscenti e amici, tra cui Gustave Flaubert (L'Artiste, 18 ottobre 1857) e Gautier (Revue contemporaine, settembre 1858, periodo in cui tra l'altro il giornale pubblicò anche De l'idéal artificiel e Le poème du haschisch); Charles scrisse anche vari articoli e poemi che conferì poi ad Eugene Crepet, tra cui Poètes français, Les Paradis artificiels (nel quale si percepisce una notevole influenza da parte di de Quincey ma che non ottenne grande successo di pubblico) ed Opium et haschisch (1860).

#### Il ritorno dalla madre
Dal 1859 in poi, lo stato di salute fisica di Baudelaire si aggravò terribilmente (anche a causa della sua dipendenza da laudano) e, a causa dello stress e delle precarie condizioni economiche in cui viveva, Charles cominciò ad invecchiare notevolmente, anche nell'aspetto fisico. Alla fine la madre, cessato il suo presunto risentimento nei confronti del figlio, decise di riprenderlo a vivere con sé per qualche tempo nella sua casa, ad Honfleur. Charles in questo periodo divenne incredibilmente pacifico e produttivo nella nuova casa e nella cittadina di mare, e il poema Le Voyage è forse il più emblematico manifesto di questa sua riappacificazione (con la madre, ma anche con se stesso) e di questa momentanea serenità, nonché dei suoi sforzi artistici nonostante l'aggravarsi della malattia (probabilmente la vecchia sifilide).

#### Nuova crisi e lutti
Nel 1860 venne colto da una nuova crisi esistenziale e subì un attacco ischemico transitorio. Le sue difficoltà finanziarie lo portarono sempre di più verso l'orlo del baratro e, poco dopo, il suo editore Auguste Poulet-Malassis finì anche lui in bancarotta nel 1861, motivo che, presumibilmente, nello stesso anno lo portò a tentare per la terza volta il suicidio.
Nel 1861 Baudelaire si avvicinò a Richard Wagner, che conobbe in occasione della rappresentazione parigina del Tannhäuser e di cui ammirava la musica innovativa, al limite della tonalità, ch'egli paragonava alle sensazioni dell'oppio. Il poeta fu uno dei pochi a sostenere pubblicamente il Tannhäuser a Parigi, la cui movimentata rappresentazione segnò una frattura tra innovatori e conservatori.
Nel frattempo la sifilide peggiorava, causandogli tabe dorsale e disturbi cerebrali.
(Baudelaire sul pittore e amico per lungo tempo incompreso dalla critica)

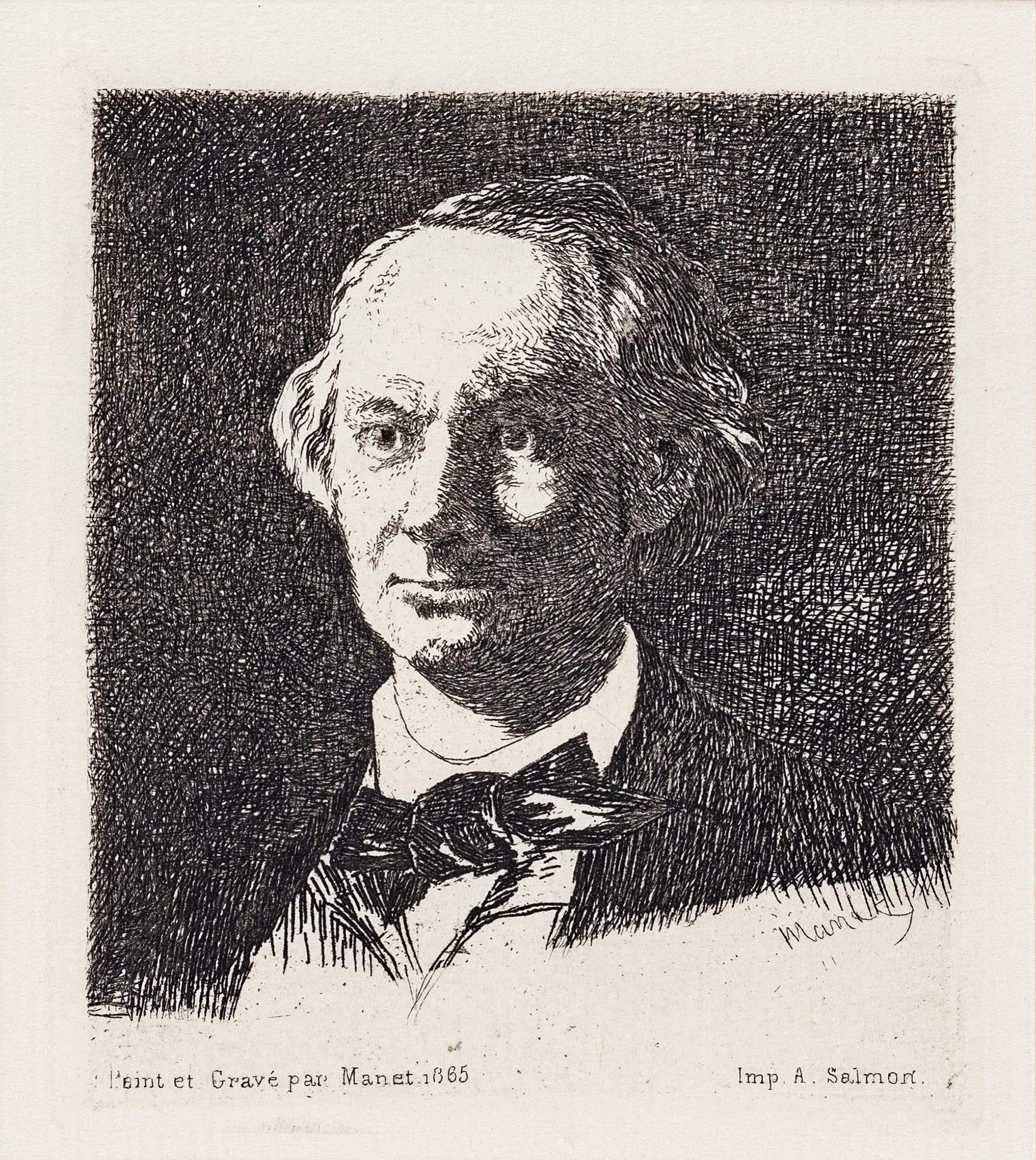
Baudelaire ritratto in un disegno da Édouard Manet (1865)

Intanto, la sua lunga relazione con Jeanne Duval, caratterizzata da alti e bassi e di tanto in tanto da riprese continue, perdurò appunto in modo altalenante; Charles accompagnò Jeanne, nel frattempo diventata cieca, emiplegica e sofferente anche lei per la sifilide, e l'assistette fino alla fine della sua vita, vivendo a Neuilly-sur-Seine. Jeanne Duval morì nel 1862, a Parigi. Nello stesso anno morì anche il fratellastro magistrato del poeta, provocandogli così un altro lutto, nonostante il rapporto con lui fosse stato assai difficile.
Le relazioni di Baudelaire con la cortigiana Apollonie Sabatier e con l'attrice teatrale Marie Daubrun (a quest'ultima aveva dedicato i versi della poesia Invito al viaggio), sebbene fossero state entrambe muse e fonti di ispirazione per lui in contemporanea a Jeanne, non produssero mai nessun soddisfacimento duraturo.

#### Bruxelles e riavvicinamento alla religione cattolica
Negli ultimi anni si dedicò anche alla lettura del filosofo reazionario cattolico Joseph de Maistre, savoiardo che si oppose alla Rivoluzione francese, di cui si dichiarò discepolo. 
Scrisse che Edgar Allan Poe e de Maistre gli "hanno insegnato a ragionare".
Baudelaire in questo periodo cercò la solitudine e accentuò il suo dandismo e individualismo, anche a costo di distruggere la propria reputazione: «Quando avrò ispirato il disgusto e l'orrore universali, avrò conquistato la mia solitudine», scrisse ne Il mio cuore messo a nudo.
Nel 1864, dopo essere stato rifiutato all'Académie française, decise di recarsi a Bruxelles con la speranza di ricavare del denaro per mezzo di alcune conferenze, cercando anche di vendere i diritti delle sue opere. Vi trascorse invece giorni di assoluta miseria, tra indicibili sofferenze fisiche e morali (nevralgie, umore scostante, rabbia, ecc.).
La monotonia e la noia di questo periodo rivivono nei pessimistici pensieri di Il mio cuore messo a nudo, nella ferocia del pamphlet La capitale delle scimmie (il cui titolo all'inizio era Pauvre Belgique! e che è conosciuto in Italia con il titolo La capitale delle scimmie) e in Razzi (Fusées), opere a cui lavorò con crescente disperazione e che rimarranno soltanto abbozzate. A queste si aggiungono anche i Diari intimi, le ultime opere di Baudelaire, anche queste scritte durante il momentaneo soggiorno a Bruxelles, che verranno poi riunite in una sola raccolta. 
A Bruxelles la sua dipendenza dalle droghe peggiorò ulteriormente, portandolo a fumare oppio e nuovamente all'abuso di alcolici. La sifilide peggiorò, ed egli si riavvicinò lentamente ma in maniera solitaria anche alla fede cattolica ripudiata. 

#### Malattia finale, ritorno e morte

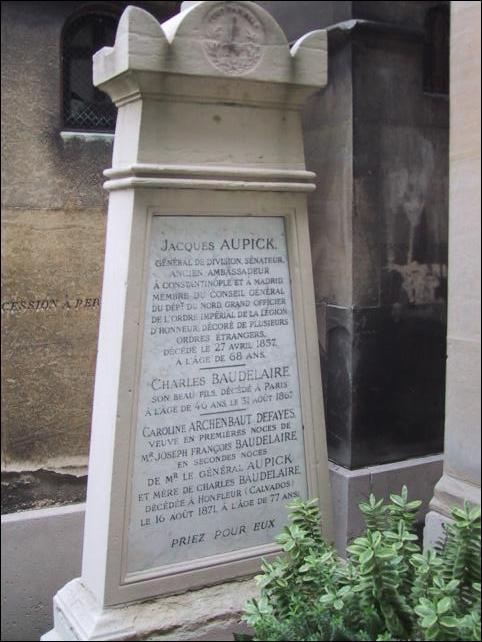
Tomba di Baudelaire e dei familiari al cimitero di Montparnasse, Parigi

Nel 1866 a Namur (Belgio), mentre stava visitando la chiesa di Saint-Loup insieme al pittore Félicien Rops, venne colpito da ictus, con emiplegia e afasia e rimase paralizzato nel lato destro del corpo; venne riportato a Parigi dalla madre, assistito dagli amici più intimi, con la sifilide arrivata ormai all'ultimo stadio; visse nella casa di cura del dottor Duval, dove cercò sollievo dalla paralisi progressiva nelle droghe e nell'alcol, ma nel 1867, dopo una straziante agonia e aver ricevuto l'assoluzione condizionale in extremis e l'estrema unzione dalla Chiesa cattolica, Charles Baudelaire morì tra le braccia della madre, a soli 46 anni, per un nuovo ictus con emorragia cerebrale.

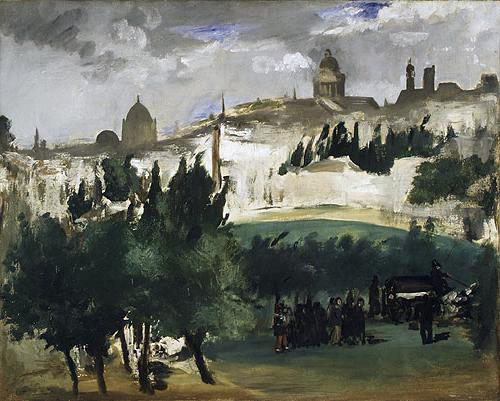
Édouard Manet, Il funerale (1867-1870), dipinto incompiuto che si pensa raffiguri le esequie di Baudelaire il 2 settembre 1867

Secondo altre ipotesi, la causa primaria della morte fu la stessa neurosifilide. Potrebbe aver contribuito anche l'avvelenamento cronico da mercurio, che Baudelaire assumeva come farmaco antisifilitico tipico dell'epoca.
Baudelaire venne sepolto a Parigi nel cimitero di Montparnasse nella tomba di famiglia, senza alcun particolare epitaffio, insieme al patrigno detestato, e in seguito alla madre. Nello stesso cimitero si trova anche un cenotafio artistico.

## Fortuna postuma
Il lavoro di Baudelaire rimase in gran parte disseminato in giornali e riviste. Dopo la morte del poeta, vennero pubblicati l'epistolario alla madre, nel 1872, e nel 1909 Il mio cuore messo a nudo, Razzi e Diari intimi. Infine la casa editrice Calmann-Lévy (che aveva già pubblicato alcune opere di Baudelaire) acquistò i diritti su tutta la sua opera e provvide a riordinarla in sette volumi, pubblicati poi nel 1939. La censura diventa più morbida e le sue opere sono ampiamente diffuse. Oggi è considerato uno dei più grandi poeti di tutti i tempi.
Solo il 31 maggio 1949 la Corte di Cassazione francese decise di riabilitare opere e memoria del poeta scomparso, revocando la condanna per oscenità ricevuta in vita da Baudelaire, tramite il procedimento di revisione e annullamento senza rinvio.

## Il personaggio
(C. Baudelaire, Al lettore, introduzione a I fiori del male)

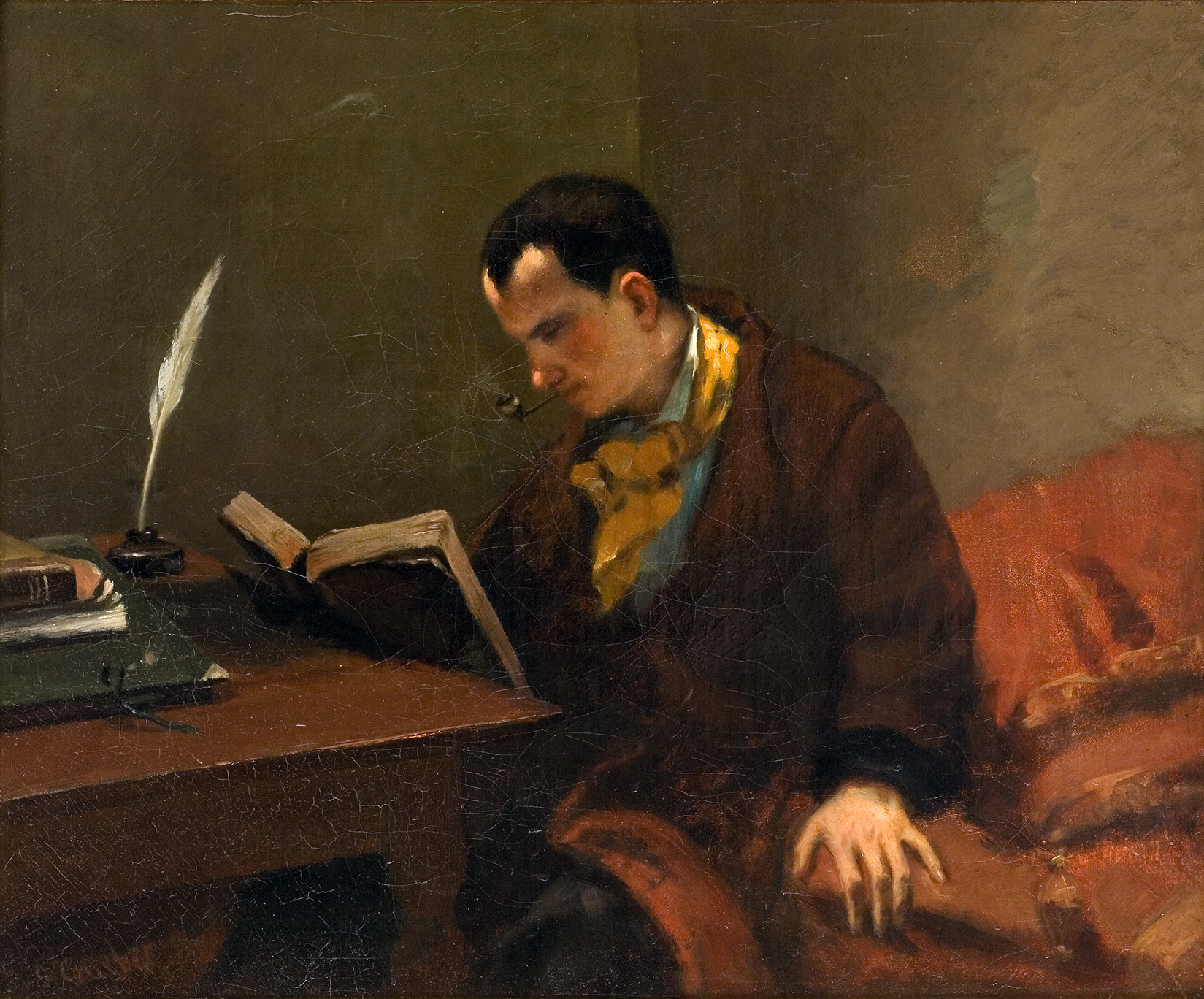
Gustave Courbet
Ritratto di Baudelaire
1848-1849, Museo Fabre

Il personaggio "Charles Baudelaire" ha alimentato il mito del bohémien e del flâneur, lo studente povero o presunto tale, ribelle e amante dei piaceri notturni, dell'assenzio e delle novità in fatto di costumi e di arte. Generazioni di studenti e di poeti si sono ispirati al poeta parigino. Figura in parte contrapposta, in parte collocata al fianco del dandy e dell'esteta, Baudelaire incarna quella visione di gioventù romantica dedita all'eccesso e alla poesia, un po' cupa e ribellistica.
Da sempre l'autore dei Fiori del male è stato assunto anche a vessillo antiborghese della contrapposizione produttiva, di quel mito romantico che vede nel giovane che si allontana dalla famiglia e che si dedica a droghe, all'alcol e all'arte non un problema della "societas" ma un portatore del nuovo e un artista all'avanguardia. Baudelaire infatti con i suoi scritti e la sua vita rappresenta tuttora l'artista e il poeta maledetto per eccellenza, figura iconografica che segna ancora profondamente la visione dell'intellettuale e del poeta ai giorni nostri. L'opera dovrà aspettare il periodo decadente per ottenere la giusta rivalutazione, mentre in pieno naturalismo e positivismo subisce anche il biasimo dei progressisti come Émile Zola.

### Il pensiero
(La fontana di sangue, in I fiori del male)
Uno dei temi che fa da fulcro alla poesia di Baudelaire è quello dell'amore, che significa anche gusto per la vita, fascino per la bellezza, sogno di un altrove dove l'esistenza possa trascorrere serena e carica di promesse, ma anche fascino di ogni tipo di trasgressione e sessualità distorta.
Nel 1852, anno in cui pubblicò il suo studio sull'opera di Poe, Baudelaire tentò di sedurre Madame Sabatier, musa di vari artisti e sua amante più tardi, che ispirò alcune delle poesie più belle de Le Fleurs du mal e che rappresenta, nell'immaginario del poeta, il polo dell'amore sublime e mistico, corrispondente alla ricerca del Bello ideale (amore platonico-romantico). 

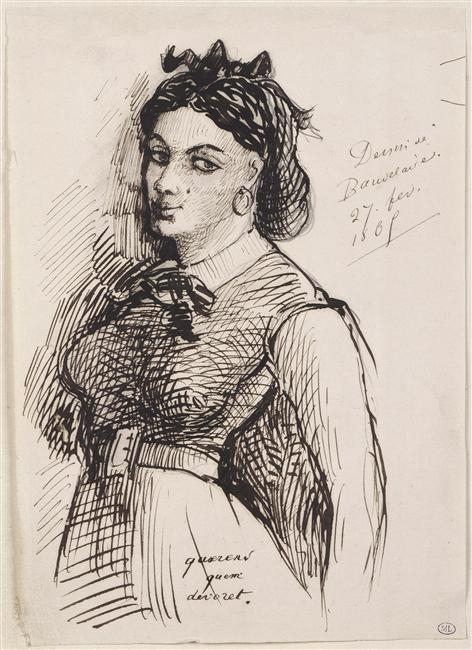
Jeanne Duval disegnata da Baudelaire.

Jeanne Duval, che pure assistette e con cui convisse fino alla fine, invece occupa il polo dell'amore carnale-sessuale, che può essere affascinante e diabolico, ma anche nettamente sadico, masochistico e mortifero, e in quanto tale corrisponde al richiamo del baratro e dell'autodistruzione.
(Diari intimi)
Tutto ciò che Baudelaire ha scritto sulla donna è dominato da un desiderio di purezza impossibile e dalla volontà di non sottrarsi alla denuncia anche brutale della cruda verità. Secondo lui una delle fantasie "ridicole" di cui si era macchiata l'epoca in cui gli era toccato di vivere era stata quella di abolire le tracce del peccato originale.
Il peccato che l'uomo vive non può essere abolito, è legato al piacere e al rimorso. Il piacere, fratello del disgusto, invade la coscienza di chi ha incontrato il male. Baudelaire vive costantemente tra religione, rivolta e irreligiosità.
Nei Fiori del male e le altre opere trattava difatti in maniera mista e senza prendere definitivo partito temi quali la morte, l'amore, lo slancio religioso, il senso del peccato e il satanismo (più che altro sotto l'influenza estetica del titanismo e ribellismo byroniano derivata principalmente dalla suggestione artistica del Paradiso perduto di John Milton), pur dichiarandosi a volte ateo; sostanzialmente agnostico, volte viene accostato a concezioni gnostico-manichee, elementi mazdei, di nichilismo e di misoteismo.

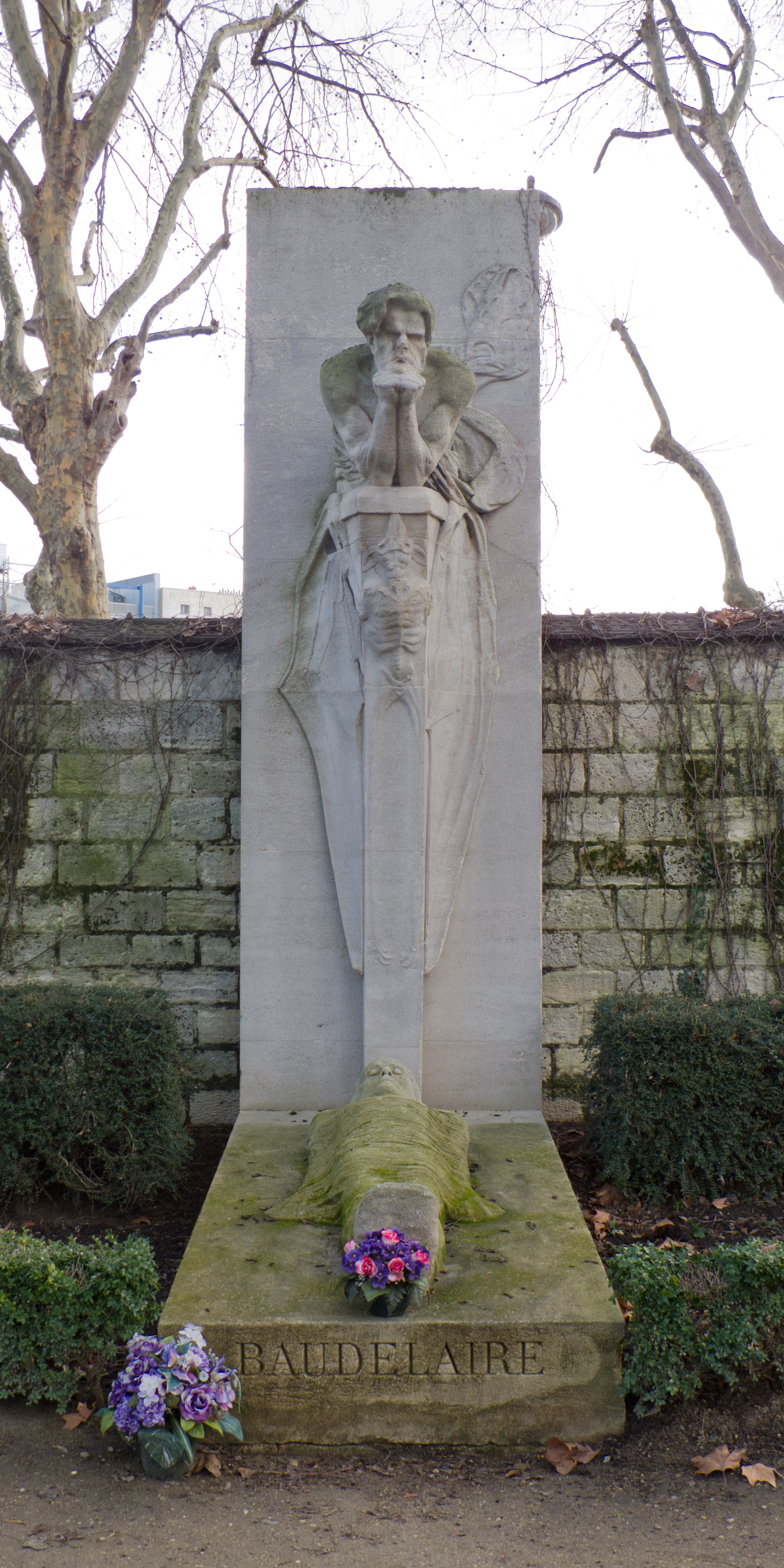
Cenotafio a Baudelaire, cimitero di Montparnasse

Sulla religiosità "invertita" e il senso del peccato (in Baudelaire simbolo del piacere della trasgressione) delle opere del poeta parigino è stato osservato, da alcuni, un influsso "critico" e "rovesciato" della lettura delle Serate di Pietroburgo del filosofo cattolico reazionario Joseph de Maistre (secondo Emil Cioran «Baudelaire v'attinse, per semplice necessità interiore, alcuni temi, come quelli del male e del peccato, o taluni suoi 'pregiudizi' contro le idee democratiche e il 'progresso'», pur non essendo della stessa idea politica).

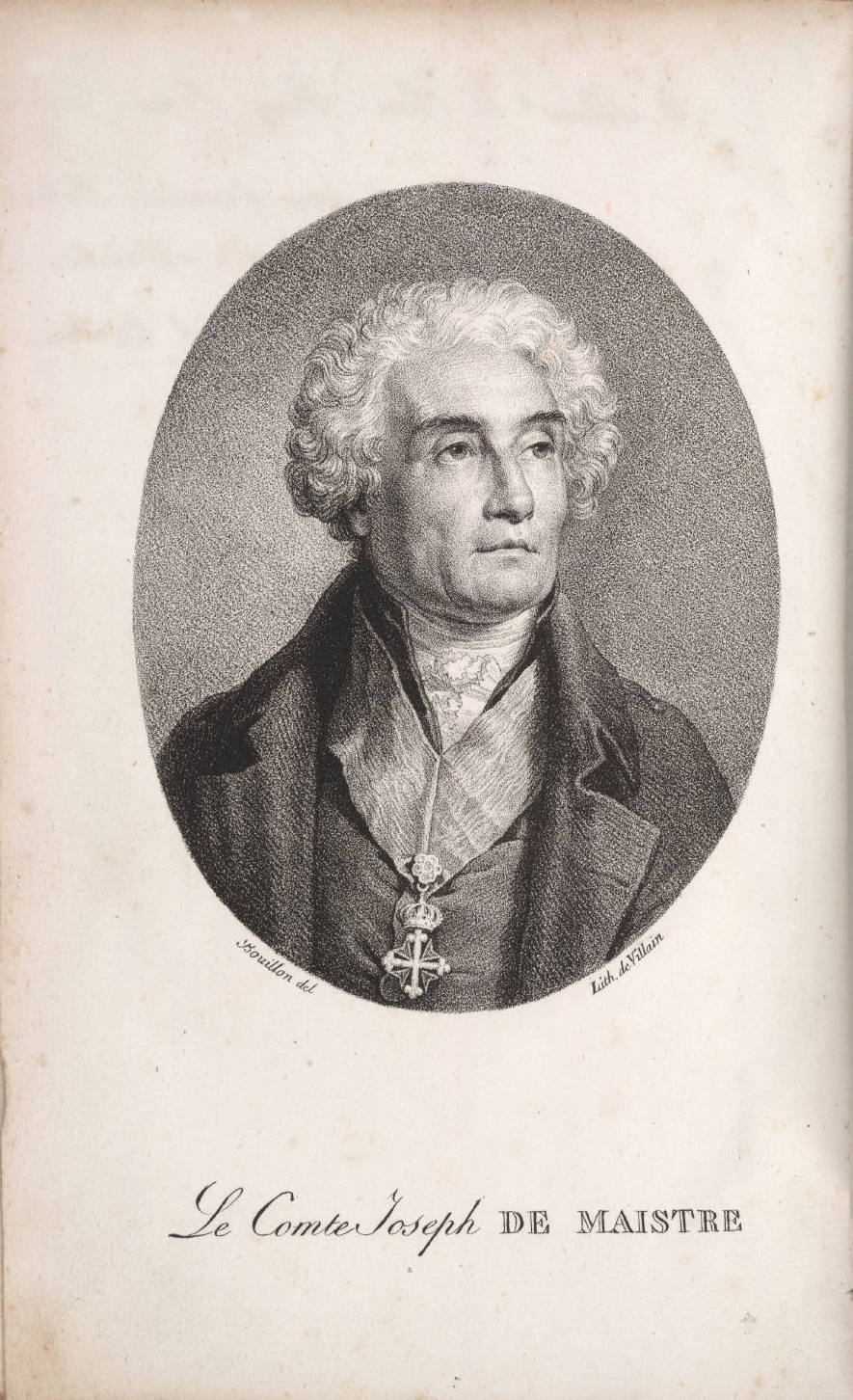
Litografia di Joseph de Maistre, filosofo molto letto da Baudelaire negli ultimi anni di vita, posta come ritratto in antiporta della prima edizione de Les Soirées de Saint-Pétersbourg (1821).

Negli ultimi scritti in prosa si trova esplicitamente un Baudelaire "conservatore" che non rinuncia però al fascino maledetto del peccato contro il "Dio terribile" dei Fleurs e degli autori reazionari che lo avevano affascinato (il ribelle Baudelaire, "socialista" e rivoluzionario in gioventù, presuppone avere qualcuno contro cui ribellarsi anche metafisicamente), quale una nuova forma di provocazione antiborghese:
(Diari intimi, p. 10)
Nei Diari intimi cita indirettamente l'"elogio del boia" delle Serate di Pietroburgo di Maistre, e altre proposizioni, rimaneggiandole.
Che la Chiesa voglia far tutto ed essere tutto, è una legge dello spirito umano.

I popoli adorano l’autorità.

I preti sono i serventi e i settari dell’immaginazione.

Il trono e l’altare, massima rivoluzionaria.»
Sebbene aggiunga che
Noto il contrasto dopo il 1848 che Baudelaire ebbe con gli atteggiamenti di progressisti e democratici, dichiarandosi comunque non rappresentato, spoliticizzato e antipolitico, a partire dal colpo di Stato bonapartista del 1851.
Nell'anniversario della nascita e morte (23 aprile 1564 - 23 aprile 1616) di Shakespeare (23 aprile 1864) scrisse un articolo sotto forma di lettera aperta su Le Figaro in cui fra l'altro derideva Victor Hugo come attivista politico, ammirato come romantico ma che lo irrita come artista impegnato, e per le storie sentimentali dei Miserabili (in una lettera alla madre definisce il libro "immondo" e "inetto"). Precedentemente celebrato come letterato almeno in pubblico (la poesia Il cigno è a lui dedicata) Hugo è comunque già criticato precedentemente privatamente, di lui Baudelaire non apprezza il paternalismo sociale, il socialismo utopico e il moralismo che emerge da certe sue pagine, specie della maturità, condividendo il giudizio di Gustave Flaubert che soprannominava Hugo "vecchio coccodrillo".
Se per de Maistre e i reazionari seguenti (si pensi a Léon Bloy e Barbey d'Aurevilly) la rivoluzione fu anche un'espiazione della Francia, sia "sacrilegio" che "miracolo" (ha la stessa radice, come sacer e sacertas per i romani, e "ogni colpevole può essere innocente e perfino santo nel giorno del supplizio"), Baudelaire scrive 

Baudelaire ironizza anche sui tentativi di far apparire il monarchico Balzac un progressista e dell'eccessivo culto tributato a Hugo 
Signore, ho dimenticato di dirvi che le donne erano escluse dalla festa. Belle spalle, belle braccia, bei volti e trucchi brillanti avrebbero potuto nuocere all’austerità democratica di tale solennità. Credo tuttavia che si potrebbe invitare qualche attrice, non fosse che per dargli l'idea di rappresentare un po' di Shakespeare e rivaleggiare un po' con gli Smithson e le Faucit.
Conservate la mia firma, se vi pare – sopprimetela, se giudicate che non abbia abbastanza valore.
Vogliate gradire, Signore, la garanzia dei miei sentimenti più distinti.»
(Charles Baudelaire)
Come la donna, anche la divinità è ambivalente. Dio è talvolta buono, a cui si rivolge pregando, talvolta è invece inesistente, un persecutore, o perfino un tiranno che ride del dolore umano e di suo Figlio:
- Ah! Gesù, ricordati dell'Orto degli Ulivi! / Nella tua ingenuità pregavi in ginocchio

colui che nel suo cielo rideva al rumore dei chiodi / che ignobili carnefici piantavano nella tue carni vive.

(...) - Quanto a me, uscirò certo volentieri / da un mondo in cui l'azione non è sorella del sogno;

possa io usare la spada e di spada perire! / San Pietro ha rinnegato Gesù... Ha fatto bene!»
(Il rinnegamento di san Pietro, sezione V, "Rivolta", I fiori del male)
La donna, simbolo del peccato e dell'amore, diventa invece, per il demone della contraddizione da cui egli è torturato, oggetto di culto e di esecrazione. L'adorazione della donna si confonde con un'ossessiva forma di misoginia. Questo atteggiamento di avversione o repulsione per la donna ha una ragione ora tragica ora satirica.
La donna è vicina alla natura, cioè abominevole; è sempre volgare e quindi l'opposto del dandy, meraviglioso simbolo di lotta estetica alla natura; essa è un vampiro amato e odiato, che viene poeticamente elevato o violentato con crudezza, con riferimenti alla cronaca nera della Parigi più degradata, o essa stessa è la distruttrice (Il vampiro, poesia che ispirerà Edvard Munch, Une martyre, Il vino dell'assassino e A una troppo gaia).

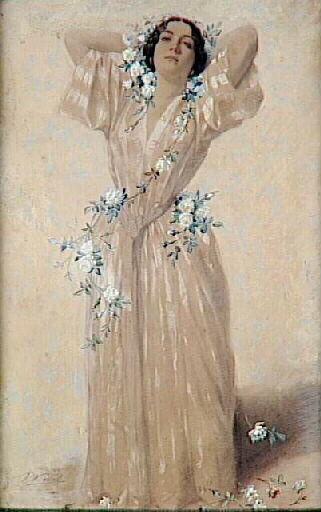
Apollonie Sabatier, bohémienne e amante di Baudelaire, ritratta da Vidal.

Fa orrore a Baudelaire perché legata ai propri bisogni. Ella, secondo il poeta, non sa separare l'anima dal corpo. 
(Il mio cuore messo a nudo, 5)
Baudelaire riconosce nell'eterna Venere (sia celeste che terrena, nella sua convinzione di capriccio, d'isterismo, d'immaginazione), tra repulsione e attrazione, un demone e una delle forme più seducenti del diavolo, della cui esistenza è ben convinto. Si ritrovano riferimenti al pensiero e stile dello scrittore libertino marchese de Sade: "La voluttà unica e suprema dell'amore sta nella certezza di fare il male. – E l'uomo e la donna sanno dalla nascita che è nel male che si trova ogni voluttà.", scrive nei Diari intimi, III, 3.
Il culmine è nell'ambivalente lirica A una troppo gaia, una delle poesie censurate dei Fiori del male dove scrive:
avvicinarmi strisciando (...) per punirti la carne piena di vita, / schiacciarti il seno, senza ira, / e nel tuo fianco stupefatto aprire / un’ampia e fonda ferita / poi, attraverso quelle labbra nuove, / più sconvolgenti e più belle, / - vertigine dolcissima! - iniettarti / il mio veleno, sorella.»
Egli si meravigliava provocatoriamente che alle donne fosse permesso di entrare nelle chiese. "Di che cosa possono parlare - si domandava con una punta di sarcasmo - con Dio?".

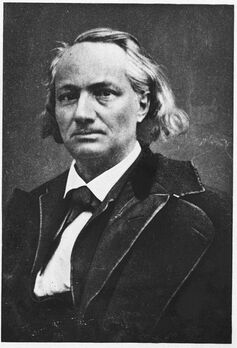
Baudelaire nel 1865, foto di Étienne Carjat

Per ribadire la ferma opposizione dei due sessi, che si guardano come nemici e che il caso, cioè l'amore, rende complici, Baudelaire sostiene che «amare le donne intelligenti sia un piacere da pederasti»: dovremmo amare le donne quanto più esse le sentiamo diverse da noi: «amiamo le donne in proporzione a quanto ci sono più estranee».
(Charles Baudelaire Le peintre de la vie moderne, X. La Femme, op. cit.)
L'atto dell'amore somiglia a una tortura, o a un'operazione chirurgica che deve essere fatta per sentirsi meglio; ed è un delitto in cui non si può fare a meno del complice: l'inferno, il diavolo, il peccato quale fonte di piacere e di dolore, oppure l'amore che si allontana sempre di più dalla semplicità e dal candore della natura, senza che vi sia nessuna volontà di cancellare le macchie depositate dal male e averne alcuna consolazione.

## Simbolismo e allegorismo
Il senso di disagio provocato dalla violenta trasformazione socio-economica dell'Ottocento si è manifestato in due diverse poetiche nell'opera di Baudelaire. La prima, quella del simbolismo, è generata da un grande desiderio di ritrovare quel forte legame tra la società pre-industriale e la natura. Sono poste in risalto le analogie tra uomo e natura e sono accostati i diversi messaggi sensoriali provenienti dal mondo naturale, espressi attraverso la figura retorica della sinestesia. La seconda, l'allegorismo, deriva dal tentativo di sottolineare il profondo distacco della vita rispetto alla nuova realtà industriale, proponendo al lettore spunti di riflessione che richiedono un'attività razionale per essere compresi. Però il suo allegorismo rappresenta anche il rifiuto dell'oggettivismo scientifico e del positivismo, sua idea di gioventù, ma che tarpa la fantasia per richiuderla entro regole logiche, con ciò privando l'uomo del suo bene più prezioso.

## La poetica
(C. Baudelaire, Invito al viaggio, in I fiori del male, trad. Cosimo Ortesta)
L'opera di Baudelaire, che avvertì la crisi irreversibile della società del suo tempo, è varia e complessa. La sua poesia, incentrata sulla perfezione musicale dello stile (egli stesso lo definì "matematico"), aprì la strada al simbolismo e allo sperimentalismo, che avranno forti ripercussioni nella poesia del Novecento. Particolare importanza ebbero anche i suoi scritti di critico e di studioso di problemi estetici, che confluirono e si consolidarono in un lavoro a latere.
Baudelaire non appartenne a nessuna scuola, fu indipendente, nonostante la sua poesia derivi direttamente dal romanticismo (contemplazione dell'oggetto secondo l'estetica esposta da Edmund Burke del Bello e del Sublime), dal gotico, dal primo maledetto francese del medioevo, François Villon, dal parnassianesimo e dal simbolismo, e fu contemporanea di realismo e naturalismo; si ritrovano in lui anche echi danteschi, trasportati in un'"età decaduta".
Sebbene i sentimenti che lo ispirarono fossero puramente romantici, seppe esprimerli in una forma nuova, a volte violenta, attraverso dei simboli che riflettevano le sensazioni del mondo inconscio, precedendo il decadentismo.

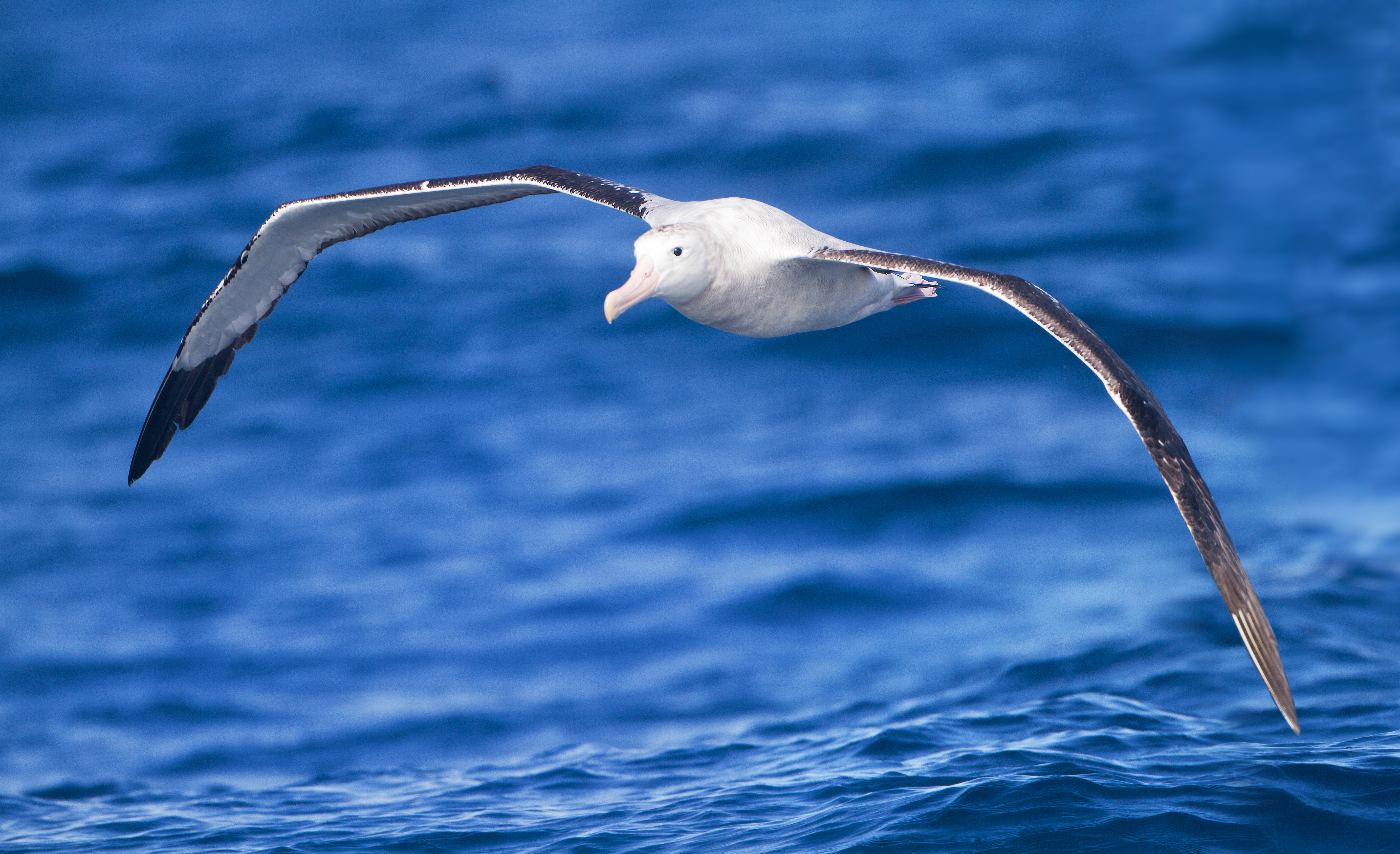
Albatro in volo

La "psicologia" di Baudelaire si basa sul conflitto tra l'orrore e l'estasi, che si realizzano nello Spleen et Idéal, sull'amore non solo fisico ma anche platonico, sul rifiuto dei valori del realismo e del positivismo, primeggiando invece la sensibilità, l'irrazionalità, la malinconia, la verità umana al centro dell'universo; la preferenza e l'esaltazione di un mondo ideale, immaginario, onirico, nel quale fuggire, poiché il mondo reale è orribile, spaventoso, fatto solo di delusioni e di dolore. Questa visione della vita, del mondo, della società e della natura ha portato alla diffusione del simbolismo, ma anche alla nascita del decadentismo, che deriva proprio dalla corrente simbolista, e che si sviluppa soprattutto in Francia e in Italia.
Fu il poeta della città "febbrile", pervertita, dei vizi e delle miserie degli uomini; ma anche la ricerca ansiosa dell'ideale, il desiderio e la paura della morte, la fuga dalla vita monotona e normale, la complessità e le contraddizioni interiori dell'uomo, furono temi ricorrenti della sua poesia. Nella poesia L'Homme et la mer, Baudelaire compara il mare all'animo umano. L'immensità della distesa marina, la mutevolezza delle sue onde, diventano immagini simboliche che corrispondono ai diversi aspetti e al mistero dell'animo umano.
L'esasperazione della ricerca romantica si razionalizza nella coscienza dell'avvenuta frattura storica tra l'immagine dell'arte e la sostanza della vita, tra idéal e spleen. La negazione della morale collettiva e la rappresentazione del male, del demoniaco e del grottesco vengono ideologicamente poste a fondamento della vita così come della poesia.

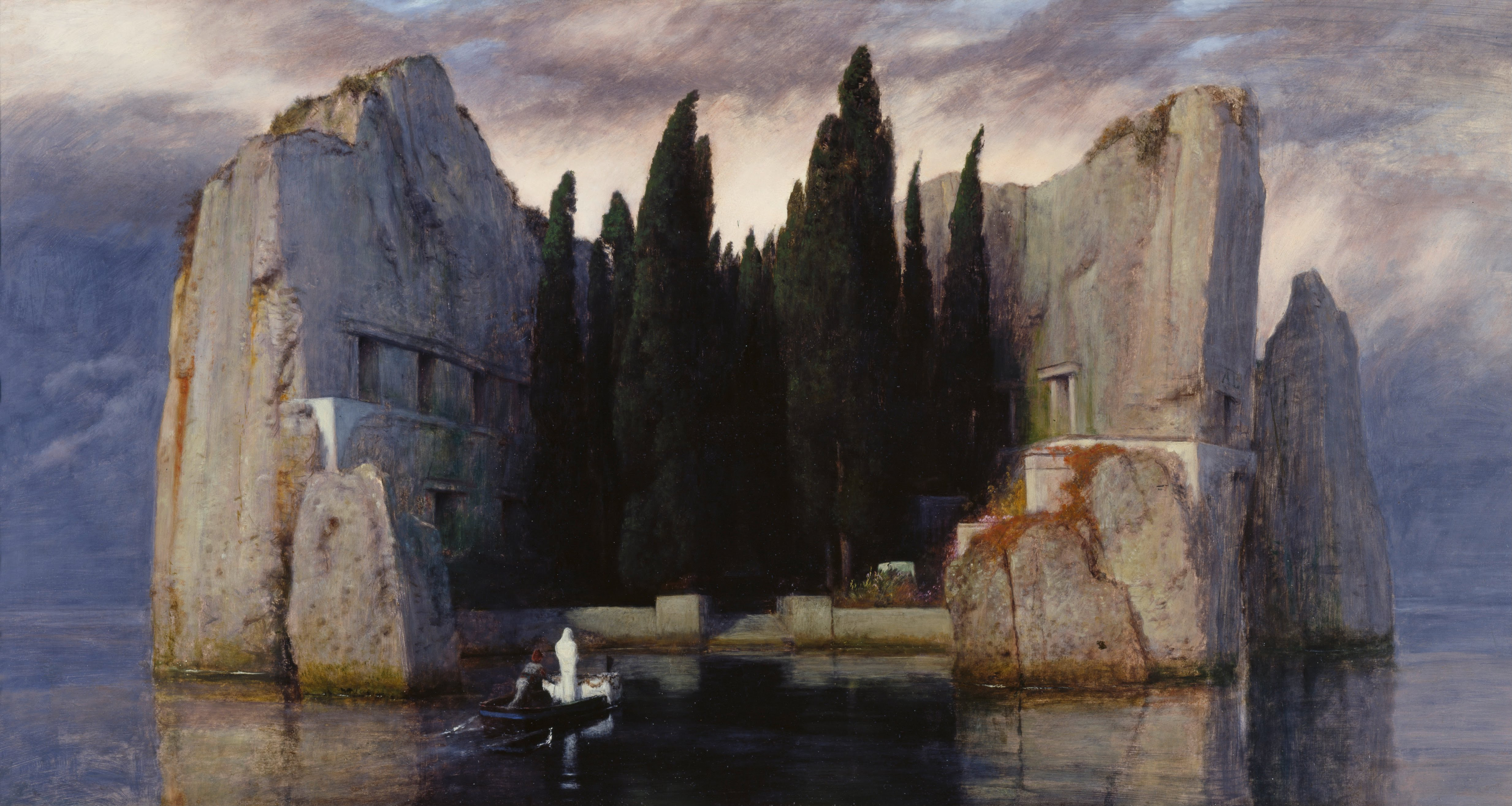
La terza versione (1883) su cinque dell'Isola dei morti (1880) di Arnold Böcklin, pittore simbolista influenzato anche da Baudelaire e molto amato dai decadenti. Il dipinto, realizzato 13 anni dopo la morte del poeta francese, padre della corrente simbolista, richiama l'atmosfera finale dei Fleurs du Mal (in particolare la poesia Il viaggio, dalla sezione VI intitolata "La morte").

Per Baudelaire il poeta è il sacerdote di un rito, il veggente che sa scorgere nel mondo naturale misteriose analogie, corrispondenze nascoste; ma è anche l'artista capace di usare la parola poetica e il verso sapientemente costruito, limpido e puro, per esprimere le sue intuizioni e i suoi sentimenti. "Il poeta" - scrive Baudelaire - "è come l'albatro". L'albatro domina col suo volo gli spazi ampi: le sue grandi ali lo rendono regale nel cielo ma se gli capita di essere catturato dai marinai si muove goffo e impacciato sul ponte della nave e diventa oggetto di scherzi e di disprezzo; e sono proprio le grandi ali che lo impacciano nel muoversi a terra.
Trasgressivo e maledetto, è abituato alle grandi solitudini e alle grandi profondità delle tempeste interiori e in queste dimensioni domina sovrano; anche lui, come l'albatro, può sembrare goffo e impacciato nella realtà quotidiana, nella quale non si muove a suo agio. Egli ha il dominio della realtà fantastica, ma nella realtà materiale è un incapace e riceve l'incomprensione e il disprezzo degli uomini, esattamente come accade all'albatro.
Secondo Baudelaire, il poeta è difatti venuto sulla terra quale "angelo caduto", per interpretare la realtà alla luce del suo sogno, ribelle alle convenzioni, inabile alla vita pratica, destinato a gettare il discredito sulle comuni passioni, a sconvolgere i cuori, a testimoniare per mezzo dell'arte d'un mondo magicamente e idealmente perfetto.
Il destino e il desiderio di Baudelaire furono però di vivere nel proprio inferno, o paradiso artificiale, fino all'ultimo, come nella lirica finale de I fiori del male, intitolata Il viaggio, contenuta nella sezione VI, La morte; essa riprende il tipico tema del marinaio e la morte (es. La ballata del vecchio marinaio di Coleridge), ma in modo totalmente opposto; Baudelaire infatti non perde la vita ai dadi bensì si imbarca volontariamente, senza speranza di redenzione, ma solo per l'amore di viaggiare, anche se non si tratta più dei mari del Sud:
Verso l'alto, a piene vele! (...) Su, versaci il veleno / perché ci riconforti! / E tanto brucia nel cervello / il suo fuoco,

che vogliamo tuffarci nell'abisso. / Inferno o Cielo cosa importa? / Discendere l'Ignoto nel trovarvi / nel fondo alfine il nuovo!»
(Il viaggio)

### Ilmodernismoe la lirica baudelairiana

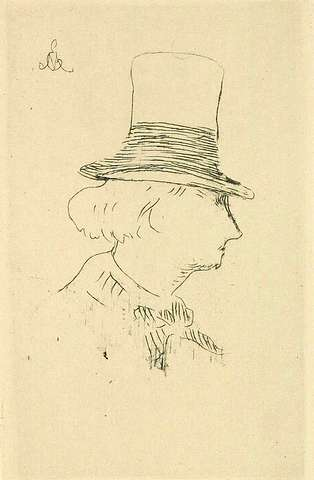
Un altro schizzo raffigurante Baudelaire disegnato da Manet, 11,5 x 7,5 cm (1862- 1868)

Charles Baudelaire è stato da molti definito il padre della "modernità", parola utilizzata dallo stesso poeta per esprimere la particolarità dell'artista moderno: la sua capacità di vedere nella metropoli che lo circonda non solo la decadenza dell'uomo ma anche di avvertire una misteriosa bellezza fino ad allora mai scoperta. Il problema che si pone Baudelaire è come sia possibile la poesia in una società così commercializzata e tecnicizzata.
In molti hanno cercato una linea di continuità tra Baudelaire e i Romantici (e Baudelaire ne conosceva: Lamartine, Hugo, Musset, Vigny...) ma da questi ultimi si distanzia per quel processo di "spersonalizzazione" portato poi agli estremi da Arthur Rimbaud.
I Fiori del male non sono una lirica di confessione, né tanto meno la raccolta va intesa come un diario di situazioni private. Il primo passo che porta alla spersonalizzazione della poesia è la scelta, adottata dal poeta, di non datare nessuno dei suoi componimenti (contrariamente a quanto fece Hugo, conoscente di Baudelaire). Benché le poesie della raccolta seguano un percorso, questo non è autobiografico, ma di tipo tematico. I temi presenti nella raccolta non sono molti e si è voluto vedere in questo della sterilità. In verità con la concentrata tematica della sua poesia, Baudelaire soddisfa quel suo principio di non abbandonarsi all'"ebbrezza del cuore".
L'atto che conduce alla poesia pura si chiama lavoro, è metodica costruzione di un'architettura. Les Fleurs du Mal non vogliono essere un semplice album, ma un'opera che ha "un commencement et une fin" ("un inizio e una fine"). Dopo una poesia introduttiva che anticipa il complesso dell'opera, il primo gruppo di poesie (Spleen et Idéal) presenta il contrasto tra lo slancio e la caduta. Il gruppo seguente (Tableaux Parisiens) mostra il tentativo di un'evasione nel mondo esterno della metropoli, tentativo che, non portando a nessun risultato, sfocia in un'evasione nel paradiso dell'arte. È questo il tema del terzo gruppo, Le Vin. Neppure questo però porta ad una serenità. Ne consegue l'abbandonarsi alla fascinazione del distruttivo (nel quarto gruppo che ha lo stesso titolo della raccolta, Les Fleurs Du Mal). La conseguenza di tutto ciò è la sarcastica ribellione contro Dio (Révolte). Come ultimo tentativo non resta che cercare pace nella morte: così si conclude l'opera nel sesto e ultimo gruppo di poesie, dal titolo, appunto, La Mort.
Il termine modernità (modernité), coniato da Charles Baudelaire, designava la sfuggevole ed effimera esperienza della vita condotta nella metropoli e nella città, e anche la responsabilità che l'arte ha di catturare quell'esperienza e di esprimerla nelle forme più disparate, suggestive e originali.
Il modernismo e la trasformazione dei valori e delle sensazioni di Baudelaire contribuirono, storiograficamente e terminologicamente parlando, alla nascita della cosiddetta poesia moderna, evolutasi, dopo la morte del poeta, grazie all'aiuto dei suoi seguaci e di scrittori come Rimbaud e Mallarmé e che ha cominciato a decadere intorno al XX secolo con la nascita e la diffusione di nuovi movimenti artistici "d'avanguardia" (anche questo termine fu coniato da Baudelaire) come l'espressionismo e il surrealismo, fino all'ascesa del postmodernismo e dell'inizio dell'età contemporanea.

## Galleria d'immagini

Disegni
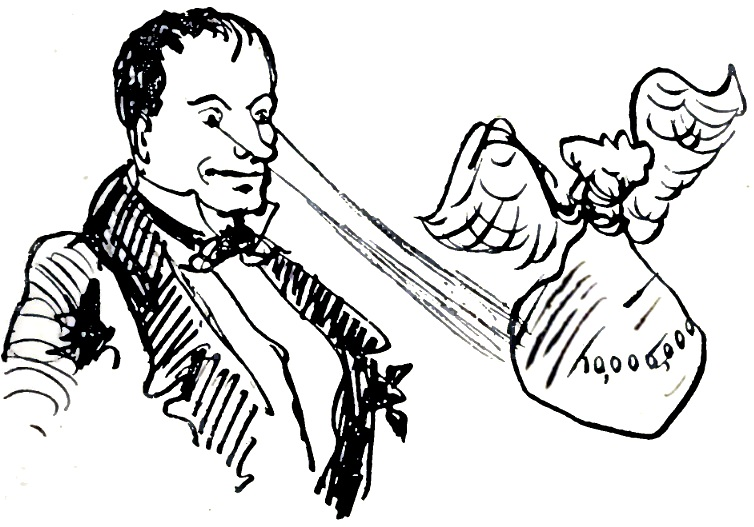
Autoritratto di Baudelaire.
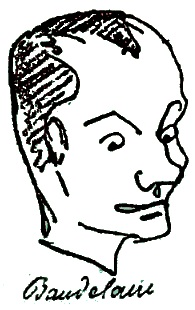
Autoritratto di Baudelaire.
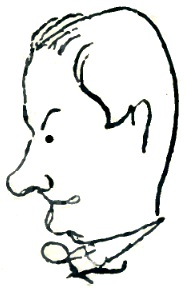
Autoritratto di Baudelaire.
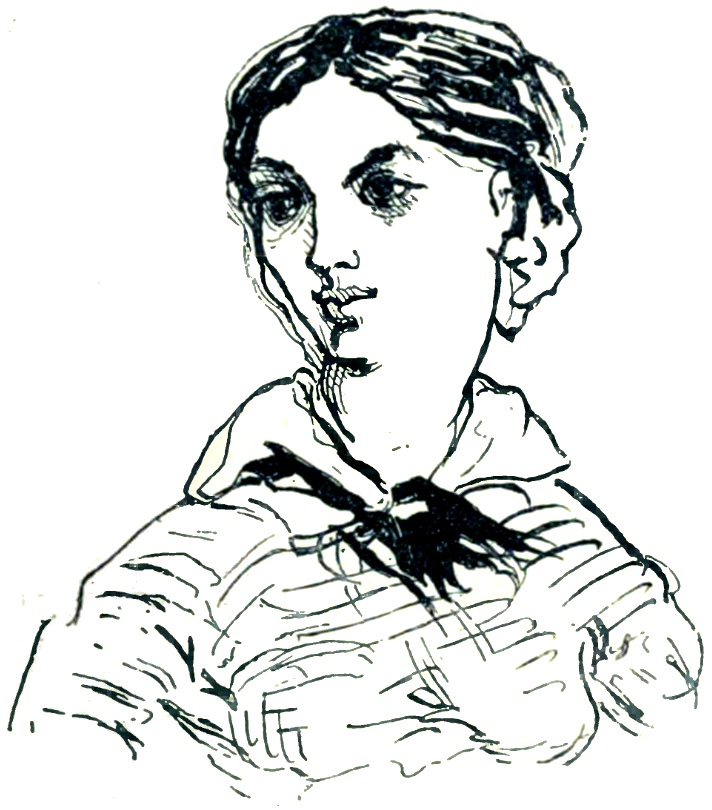
Jeanne Duval disegnata da Baudelaire.
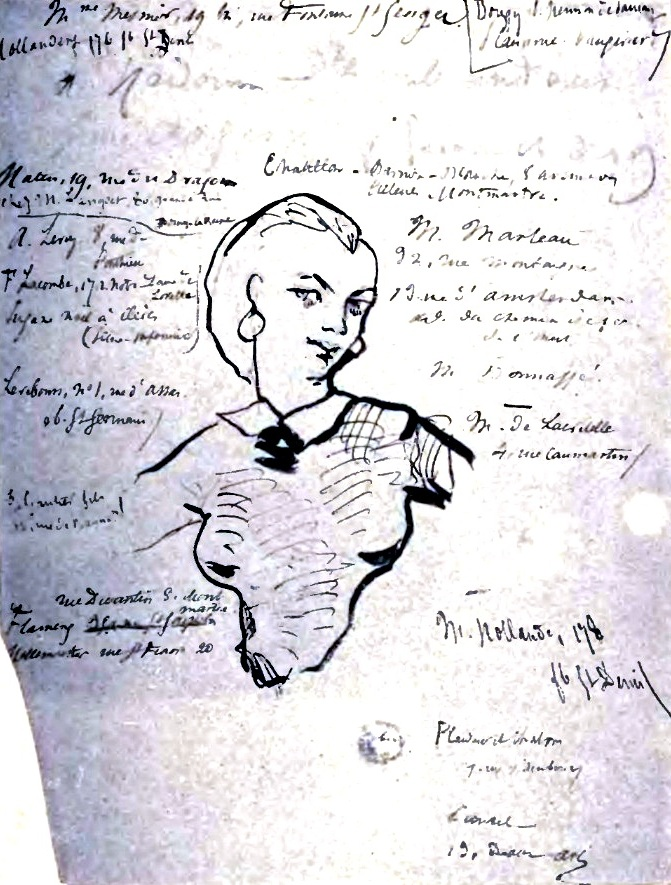
Jeanne Duval disegnata da Baudelaire sul foglio di una poesia.
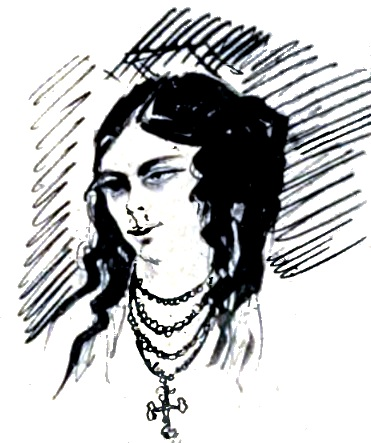
Echantillon de beauté antique, disegno di Baudelaire.
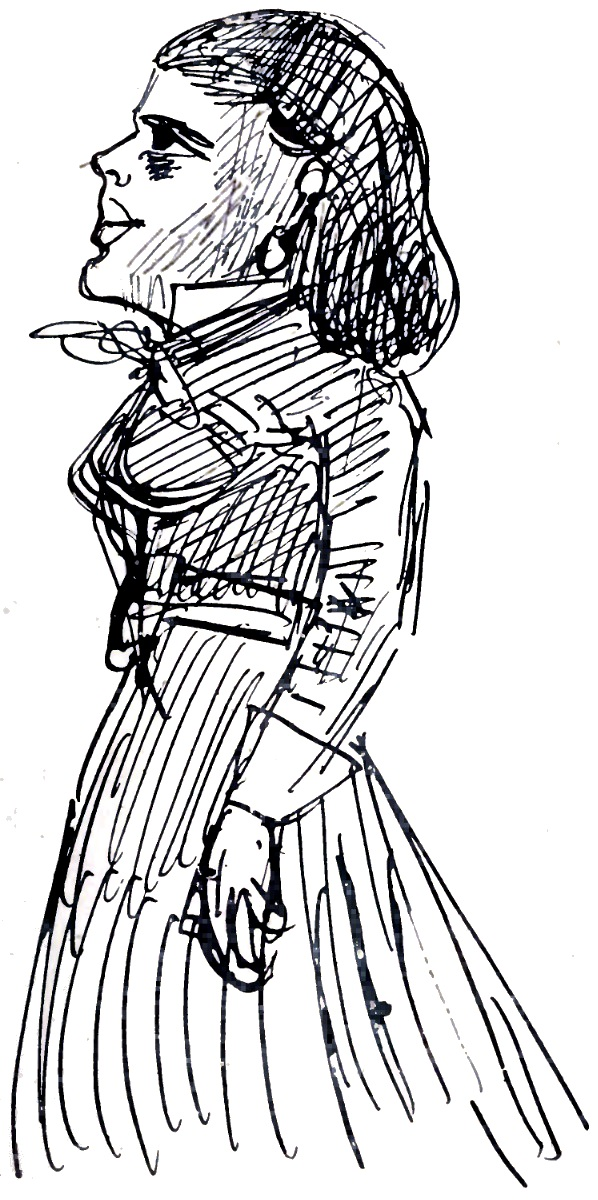
Disegno di Baudelaire.
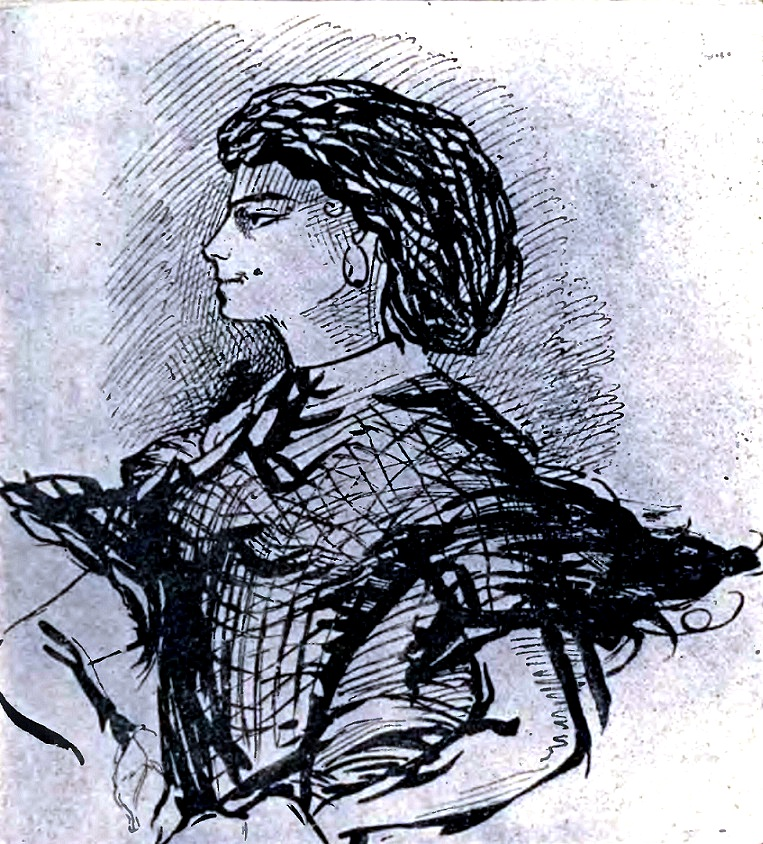
Hommage à Guys, disegno di Baudelaire.
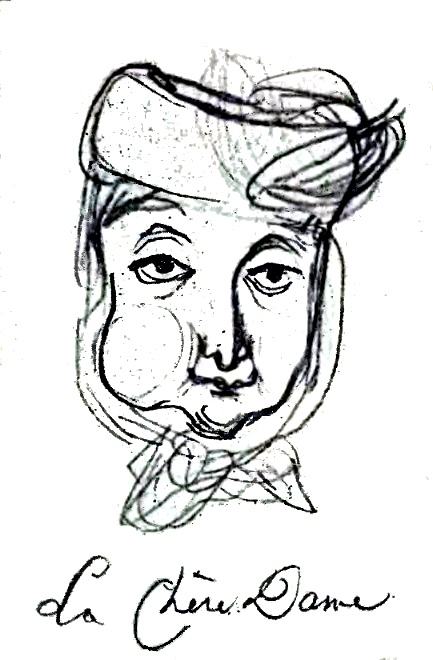
La Chère Dame, disegno di Baudelaire.
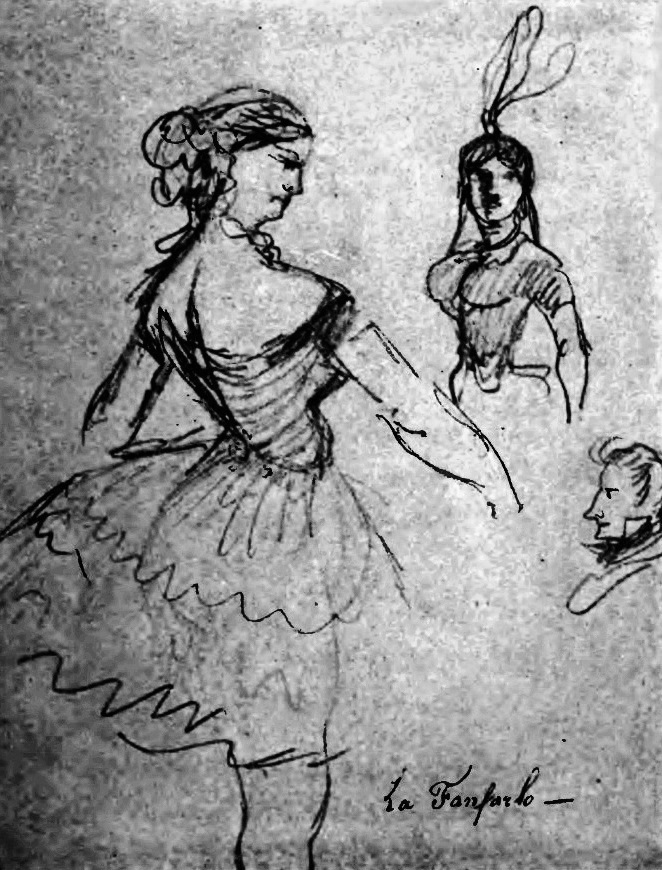
Bozzetti per la novella La Fanfarlo.
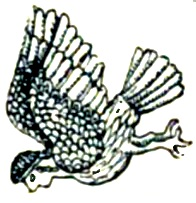
Bozzetti per La Fanfarlo.
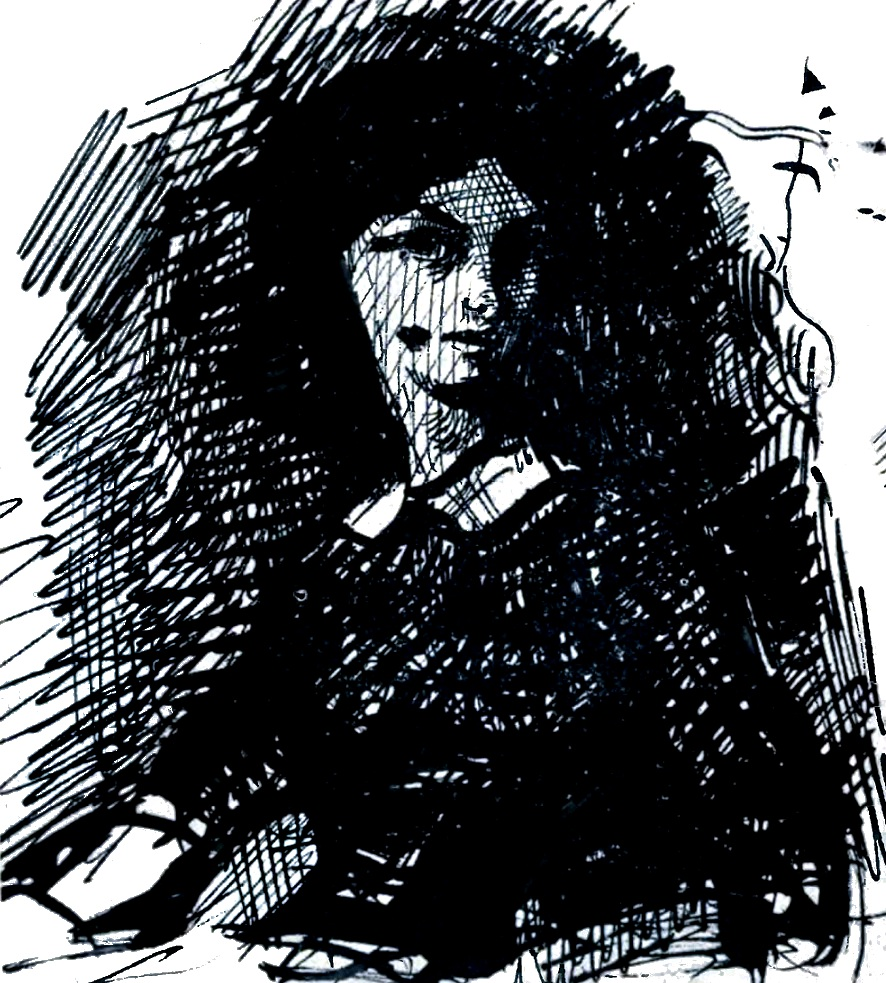
La femme sans nom. Il soggetto è Duval, disegnata da Baudelaire.
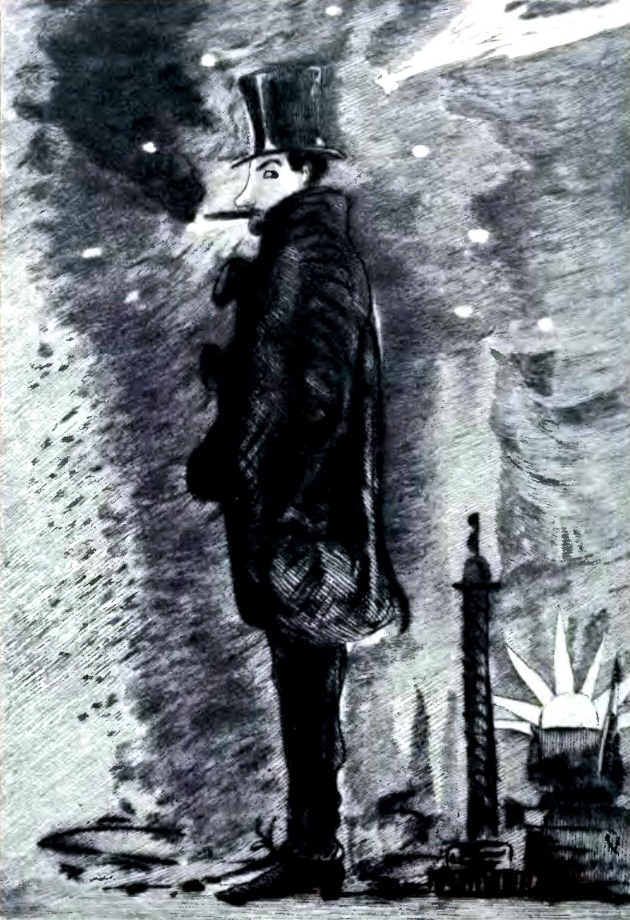
Portrait de Charles Baudelaire sous l'influence du hachich, autoritratto di Baudelaire.
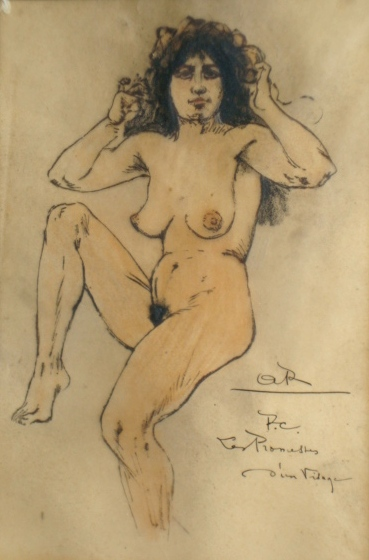
Illustrazione per la poesia Promesses d'un visage, di Rassenfosse.
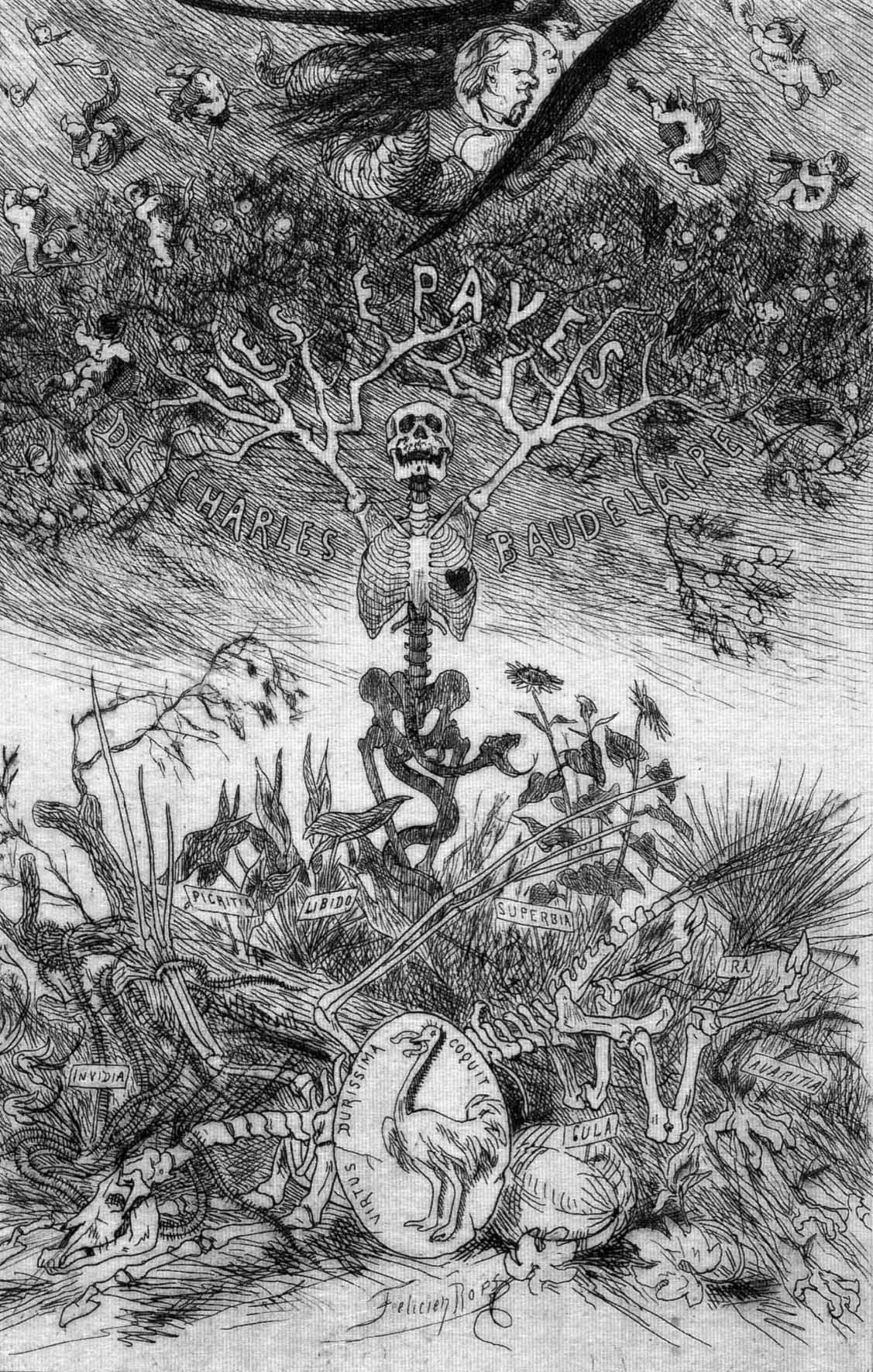
Illustrazione per Les Épaves, di Félicien Rops, 1866.
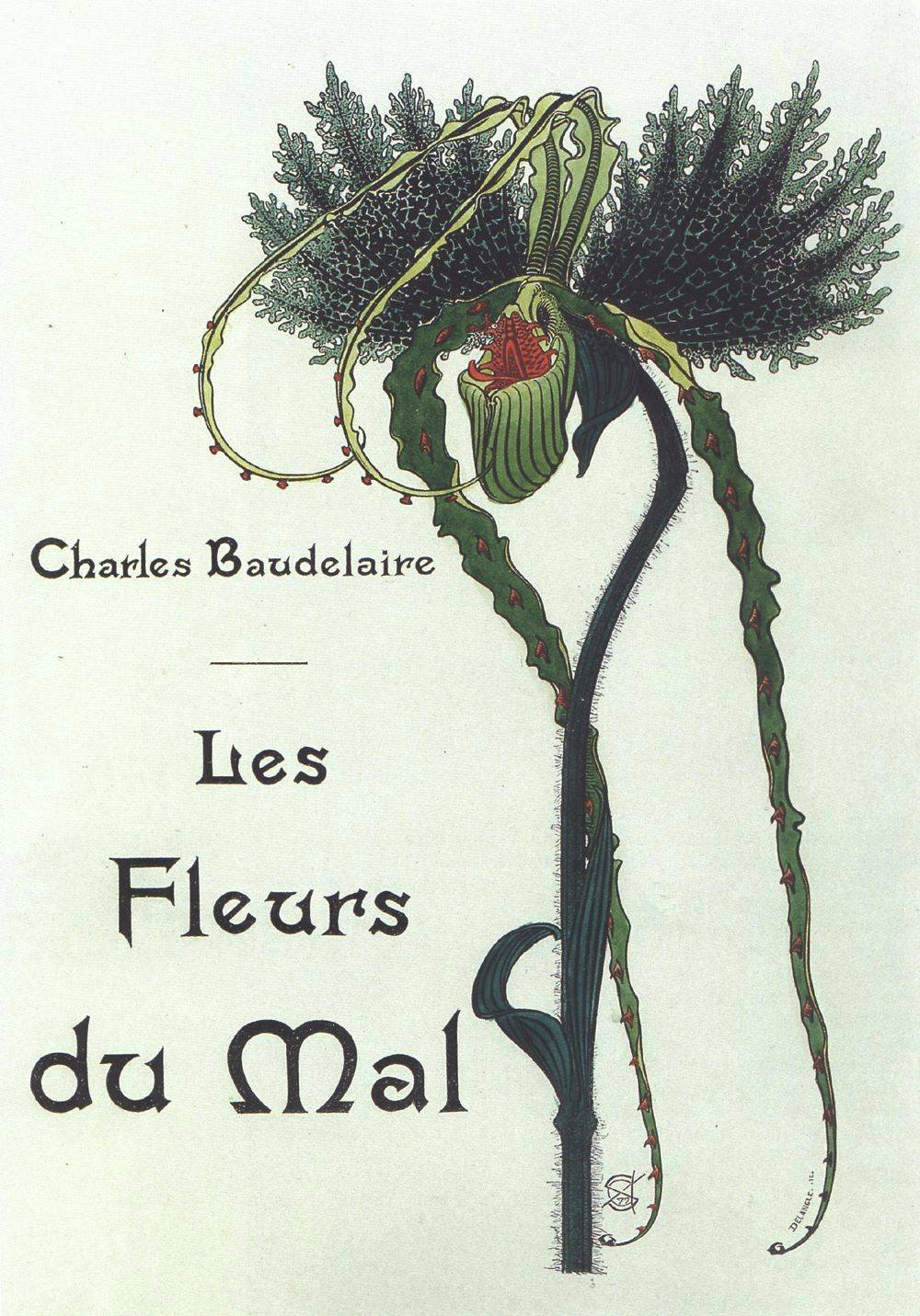
Illustrazione per I Fiori del Male, di Carlos Schwabe, 1900.
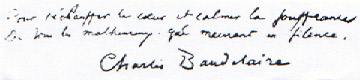
Autografo di Baudelaire.

Commemorazioni e luoghi
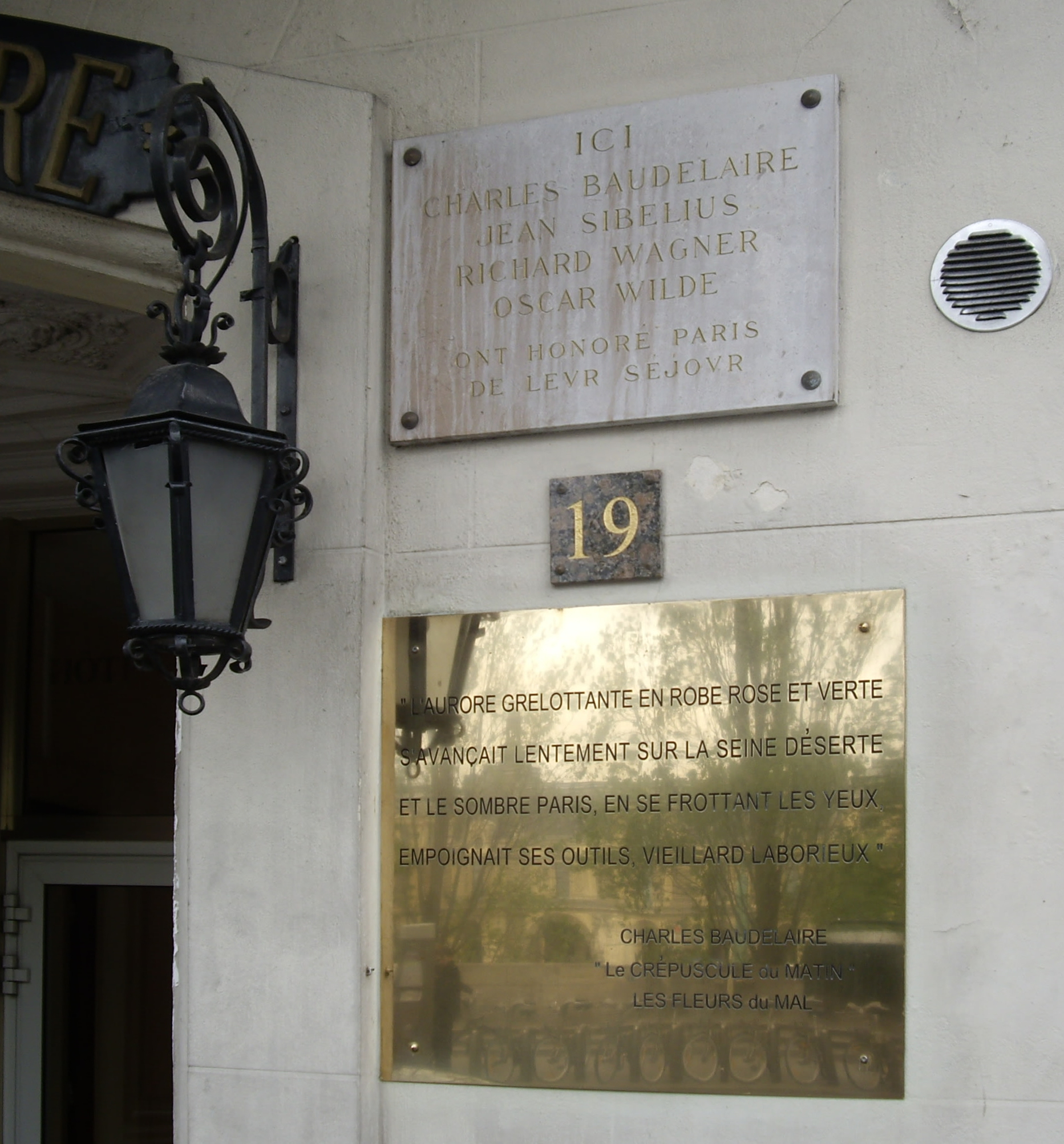
Targa sulla facciata dell'hotel di Quai Voltaire, Parigi.
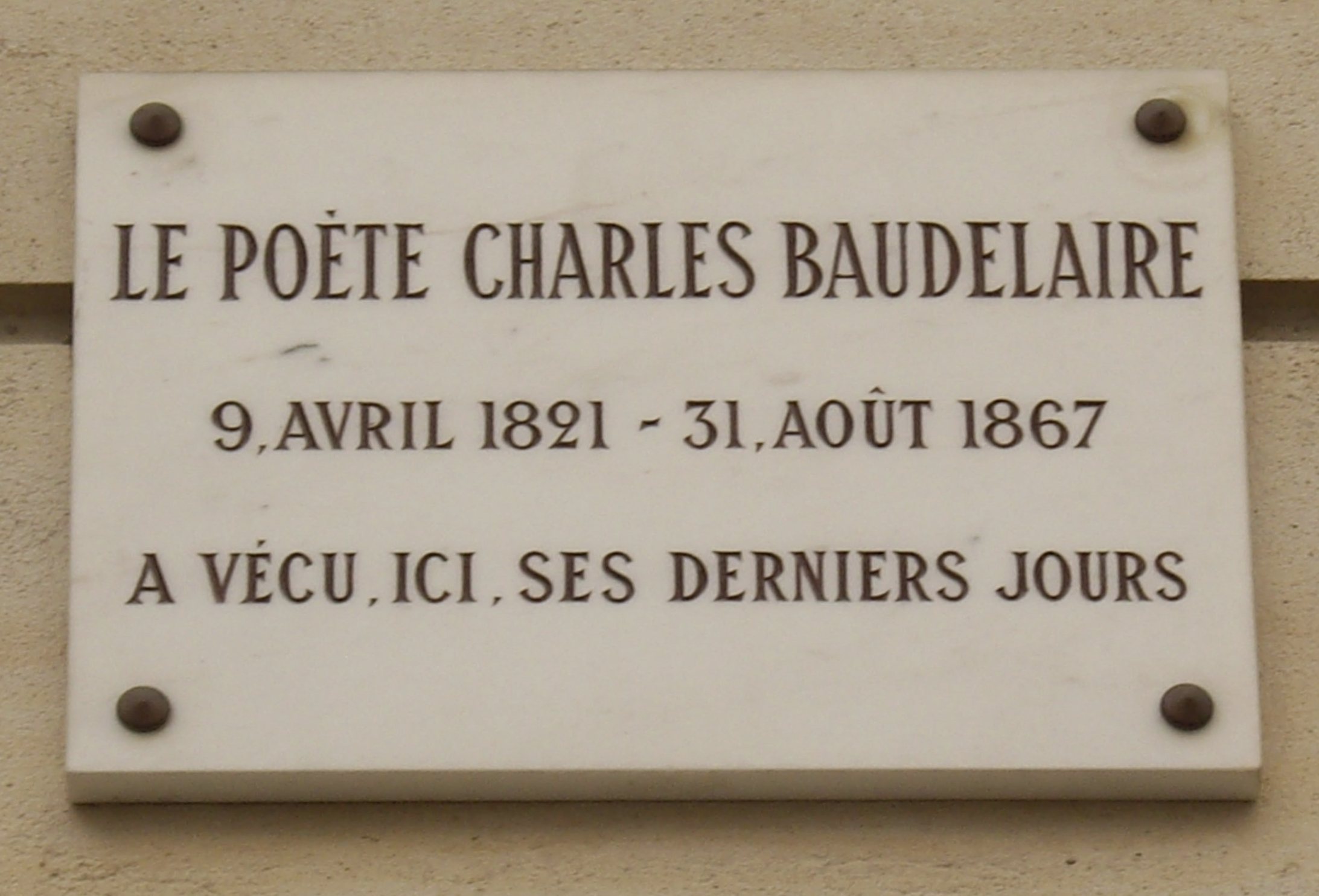
Targa al numero 1 di rue du Dôme, Parigi.
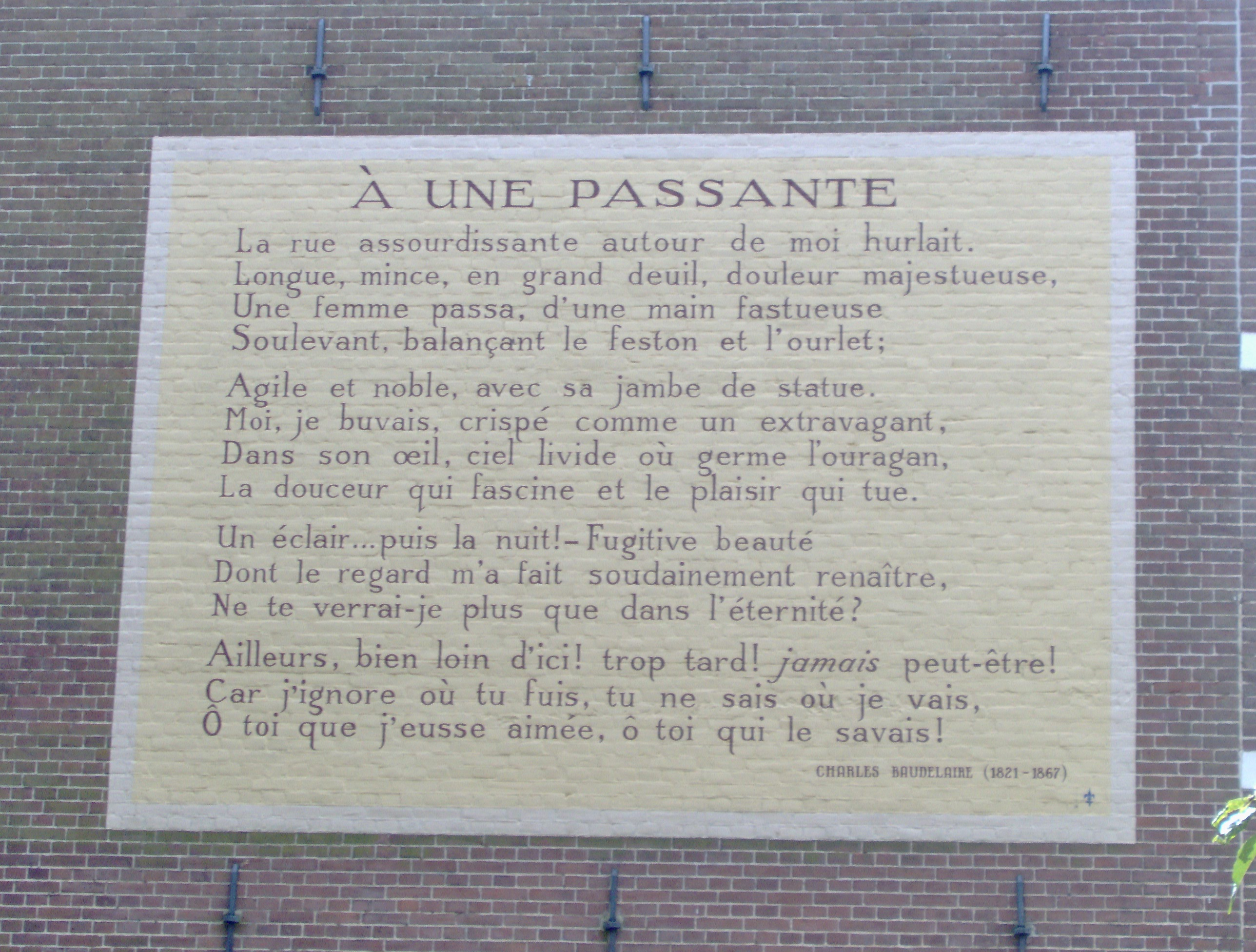
Targa con incise le parole della poesia À une passante di Baudelaire a Zoeterwoudsesingel, Leida, Paesi Bassi.
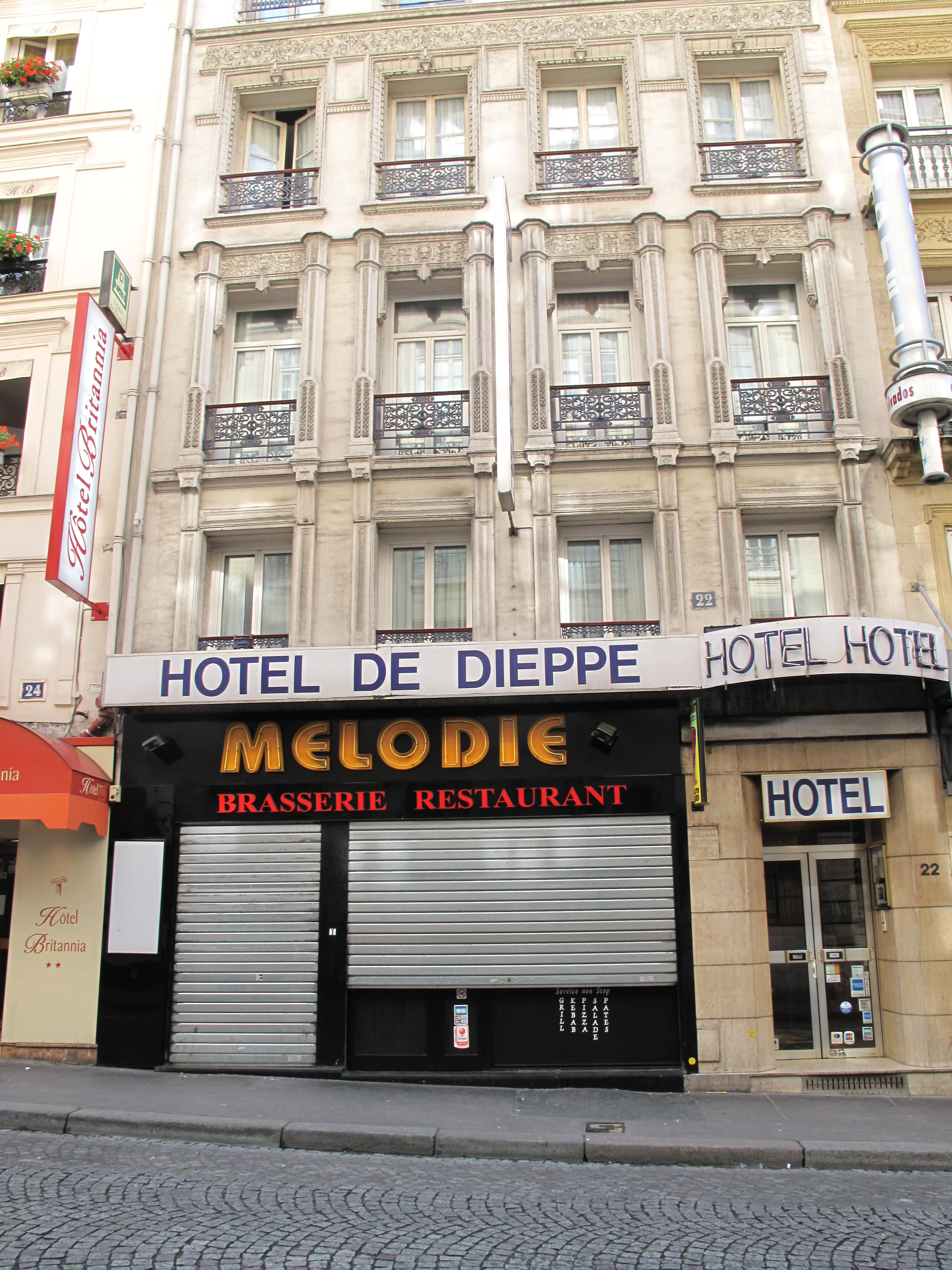
L'Hotel de Dieppe, a Parigi, dove Baudelaire viveva prima di andare in Belgio.
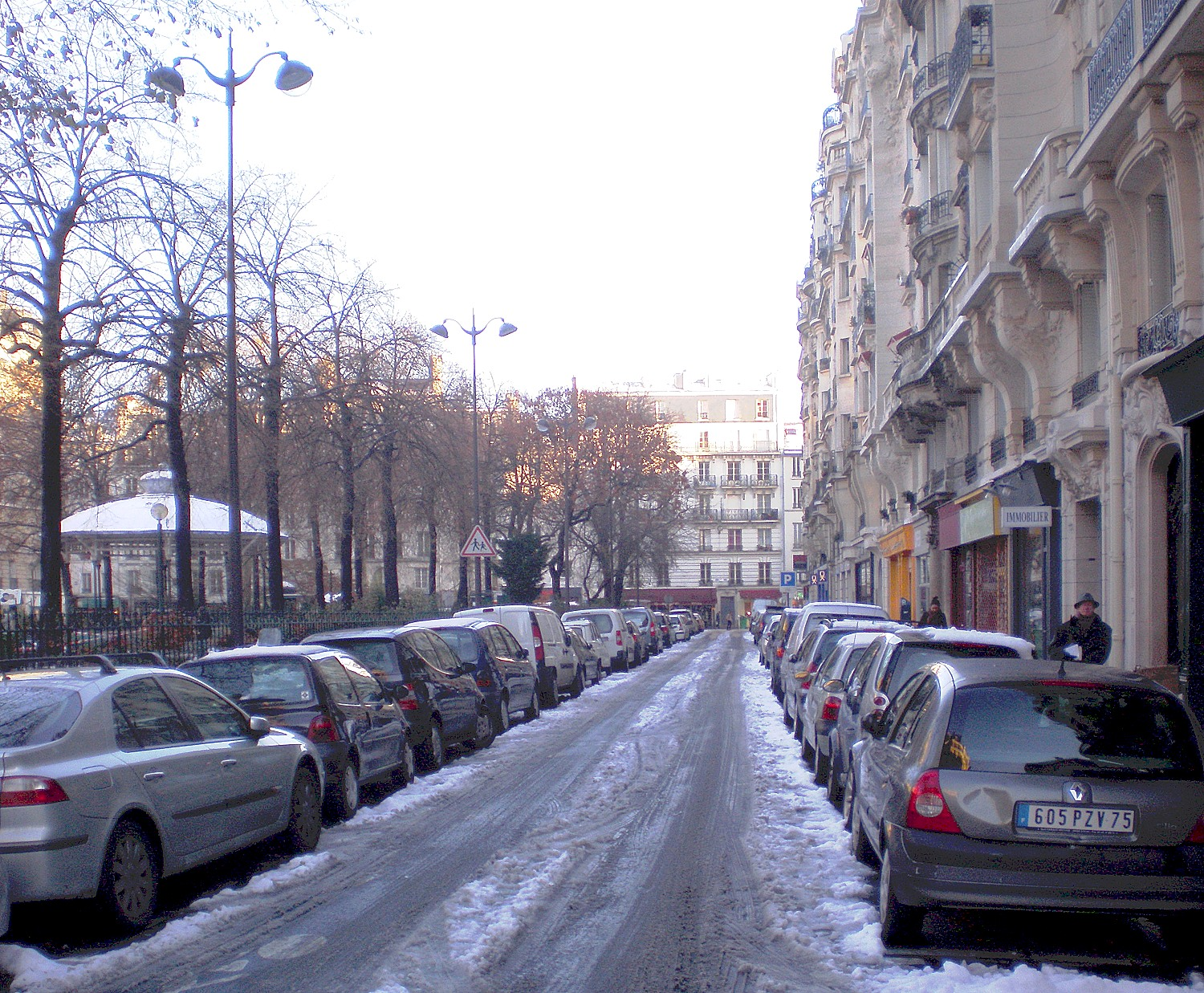
Rue Charles-Beaudelaire, Parigi.
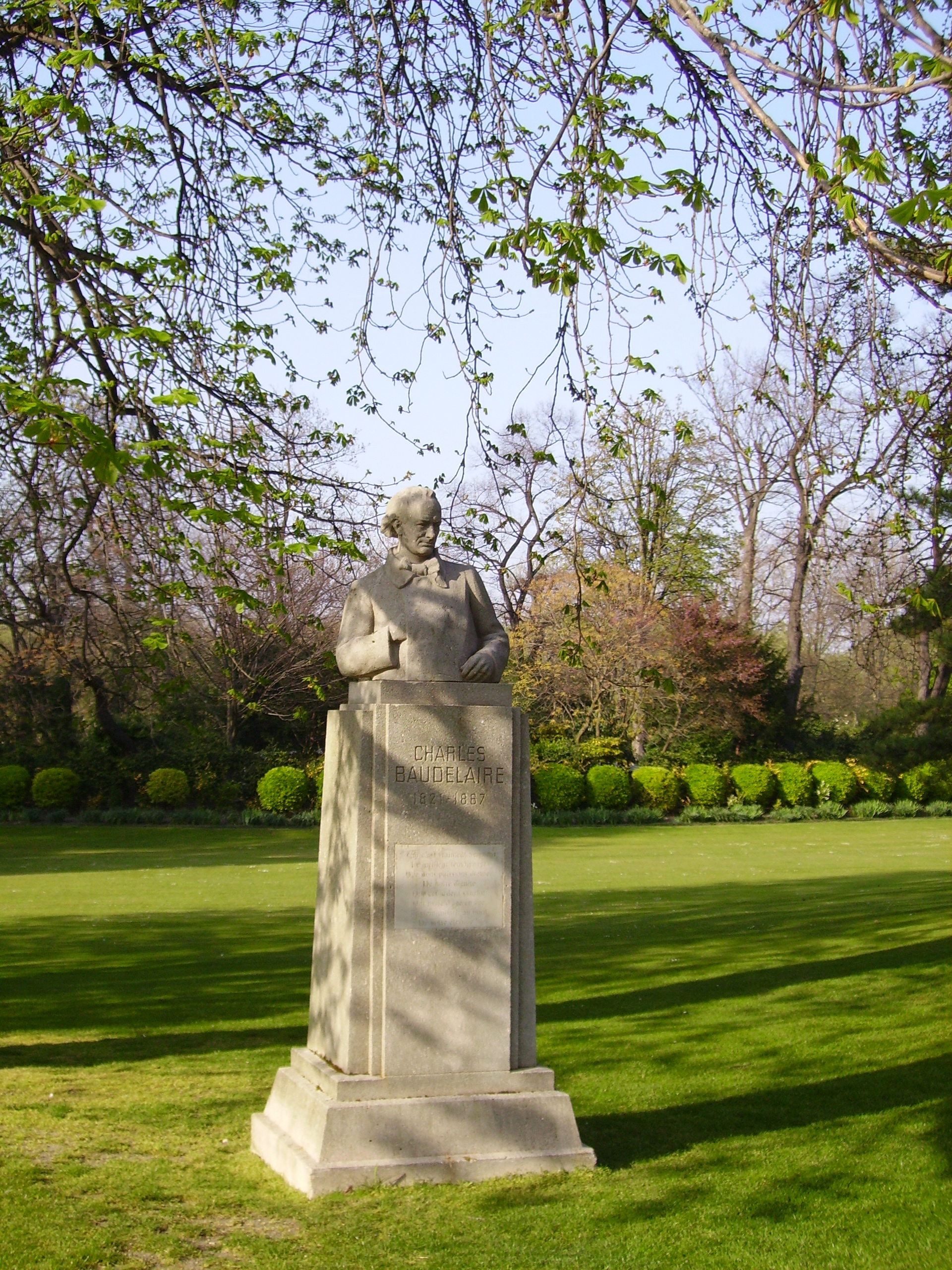
Monumento a Baudelaire di Pierre Félix Masseau, 1933, inaugurato il 22 aprile 1941, Parigi, Giardini del Lussemburgo.
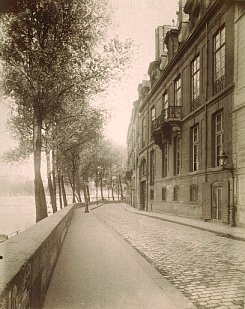
L'Hotel de Lauzun, dove Baudelaire si riuniva insieme al Club des Hashischins.
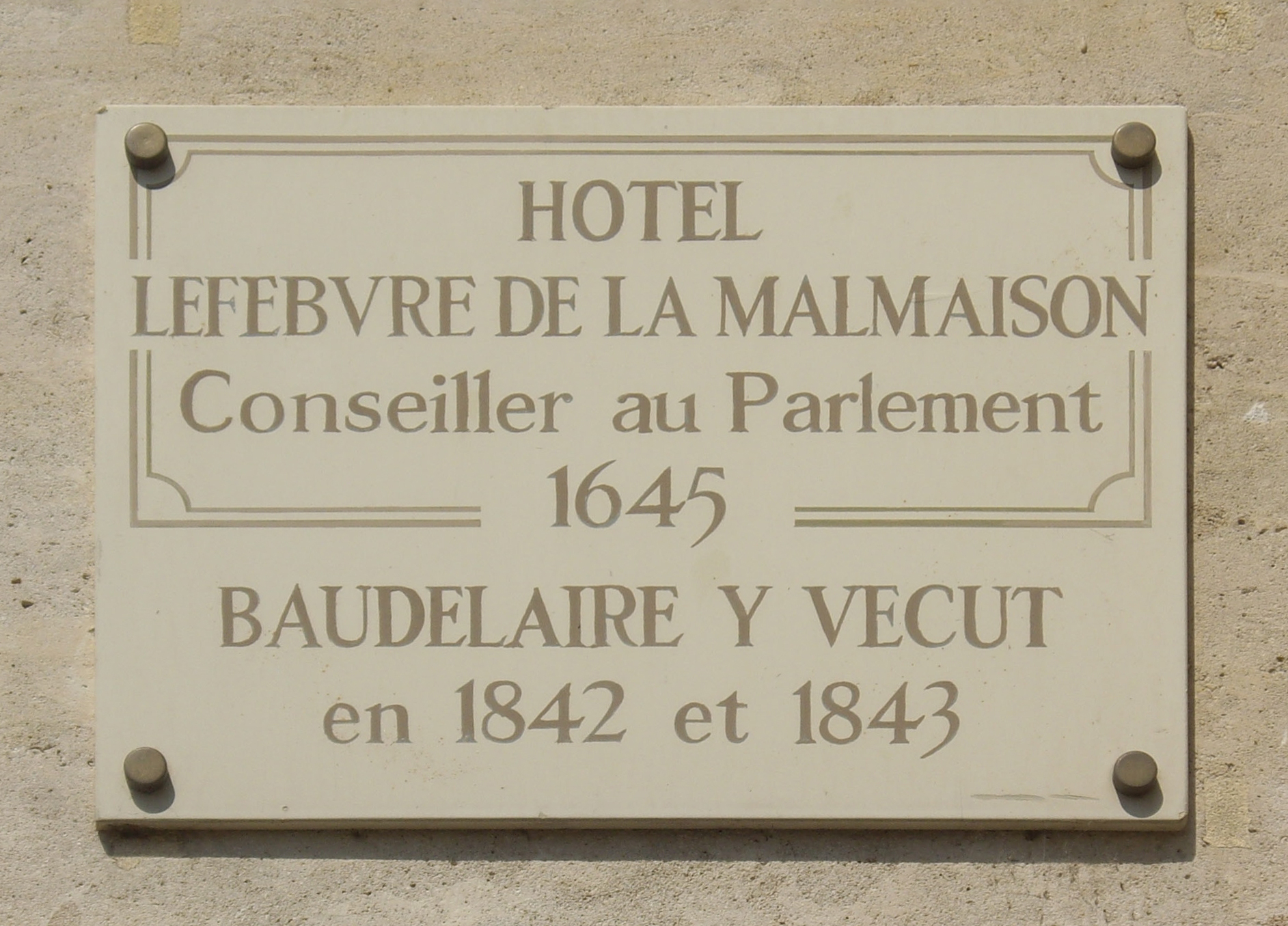
L'Hotel Lefebvre de la Malmaison, dove soggiornò Baudelaire dal 1842 al 1843.
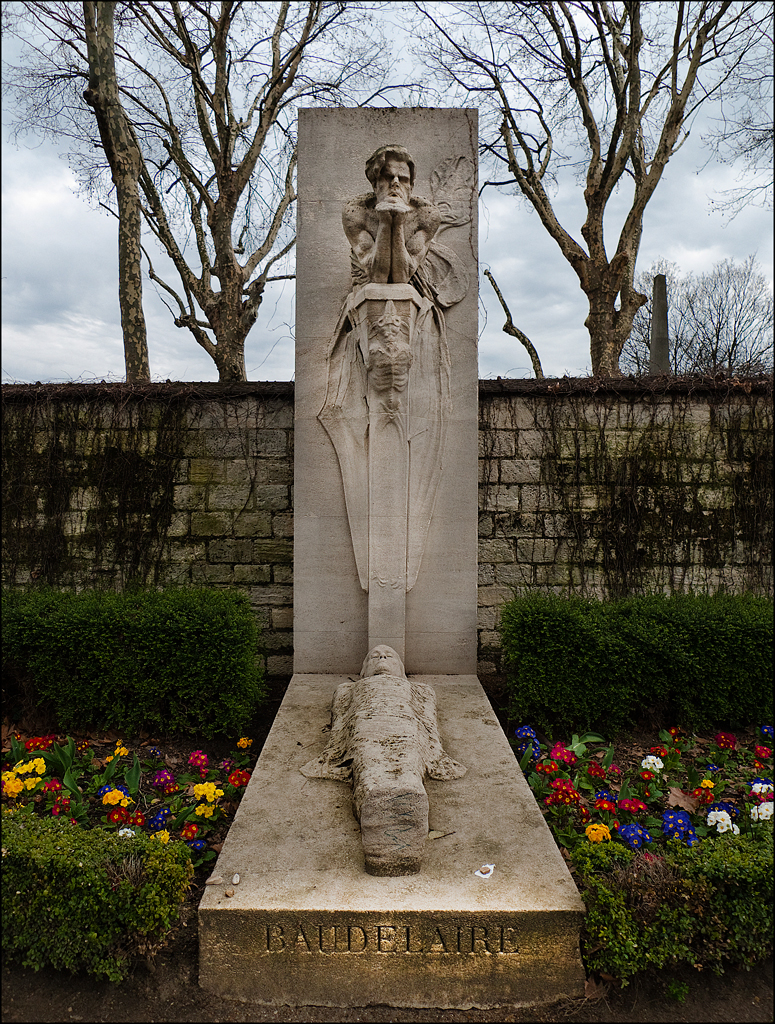
Cenotafio di Baudelaire, scolpito da José de Charmoy, Cimitero di Montparnasse, Parigi.
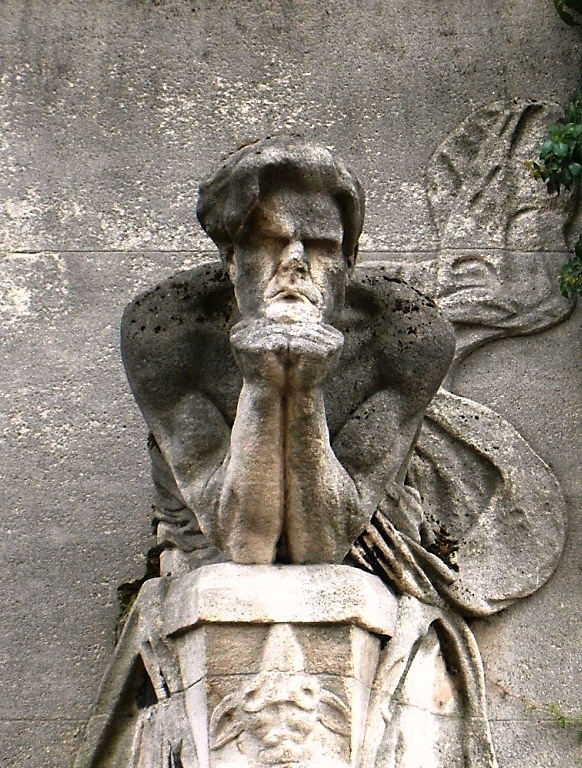
Particolare dell'angelo sul cenotafio di Baudelaire.

## Opere
- Oeuvres Complètes - -texte établi, présenté et annoté par Claude Pichois; Paris, Gallimard, Bibliothèque de la Pléiade.
- Il salone del 1845 (Salon de 1845, 1845)
- Il salone del 1846 (Salon de 1846, 1846)
- La fanfarlo (1847, novella)
- Del vino e dell'hashish (Du vin et du haschisch, 1851)
- Fusées (1851)
- L'arte romantica (L'Art romantique, 1852)
- Morale du joujou (1853, riscritto nel 1869)
- Esposizione universale (Exposition universelle, 1855)
- I fiori del male (Les Fleurs du mal, 1857)
  - L'albatro
  - Correspondances
  - Il nemico
- Il poema dell'hashish (Le Poème du haschisch, 1858)
- Il salone del 1859 (Salon de 1859, 1859)
- I paradisi artificiali (Les Paradis artificiels, 1860)
- La Chevelure (1861)
- Réflexions sur quelques-uns de mes contemporains (1861)
- Richard Wagner et Tannhäuser à Paris (1861)
- Il pittore della vita moderna (Le Peintre de la vie moderne, 1863)
- L'opera e la vita di Eugène Delacroix (L'œuvre et la vie d'Eugène Delacroix, 1863)
- Il mio cuore messo a nudo (Mon cœur mis à nu, 1864)
- I relitti (Les Épaves, 1866)
- Curiosità estetiche (Curiosités esthétiques, 1868, raccolta di articoli e saggi)
- Lo spleen di Parigi o Poemetti in prosa (Petits poèmes en prose ou Le Spleen de Paris, 1869) postumo
- L'arte romantica (L'Art romantique, 1869)
- Diari intimi (Journaux intimes, 1851-1862)
- Lettere alla madre (1872, raccolta di lettere)
- Razzi (1897)
- La capitale delle scimmie (postumo)
- Pauvre Belgique! (pamphlet incompiuto iniziato nel giugno 1864)

## Nella cultura di massa

### Pittura
- Il pittore Édouard Manet, amico di Baudelaire, decise di commemorarlo insieme ad altri artisti, ritraendoli nel dipinto Musica alle Tuileries, dove appunto compare anche Baudelaire.
- Nel dipinto L'atelier del pittore, di Gustave Courbet, sono ritratti sia Charles Baudelaire che Jeanne Duval. Courbet si ispirò spesso a Baudelaire.
- Lusso, calma e voluttà, dipinto di Henri Matisse, è ispirato nel titolo da un verso ripetuto de L'invito al viaggio
- Henri Fantin-Latour, Omaggio a Delacroix: Baudelaire è uno dei soggetti

### Letteratura
- È ripetutamente citato come poeta sommo nel romanzo A ritroso di Joris Karl Huysmans.
- Thomas Stearns Eliot, ne La sepoltura dei morti, tratta da La terra desolata, cita i versi finale di Al lettore.
- Algernon Swinburne scrisse nel 1878 un'elegia in ricordo di Baudelaire.
- I fiori del male e il suo autore, svolgono un ruolo centrale nel libro Storia di due anime di Alex Landragin.
- Dan Brown cita il poeta nel capitolo 19 del suo romanzo Il codice da Vinci.
- Viene citato più volte insieme alla sua opera principale dal manga I fiori del male di Shūzō Oshimi.
- Viene citato nel libro Un anno sull'Altipiano di Emilio Lussu, in seguito al ritrovamento di una sua opera in una struttura devastata dalla guerra assieme all'Orlando Furioso di Ariosto

### Cinema
- I Fratelli Baudelaire, personaggi fittizi del film Una serie di sfortunati eventi (tratti dalla serie di romanzi di Lemony Snicket), prendono il loro cognome dall'omonimo scrittore.

### Musica
- Il cantautore francese Serge Gainsbourg pubblicò nel 1962 la canzone Le serpent qui danse come terza traccia del suo album N°4, versione musicata dell'omonima poesia contenuta nella raccolta I fiori del male.
- Diamanda Galás mise in musica la poesia Le litanie di Satana nel brano omonimo del 1982 (The Litanies of Satan), nel quale sono presenti performance recitative della poesia stessa.
- Leo Ferré mise in musica molte delle liriche dei Fleurs du mal.
- Il gruppo francese Marc Seberg ha scelto il testo Recueillement per l'album Le Chant des Terres nel 1985.
- La cantautrice francese Mylène Farmer ha fatto lo stesso con L'Horloge per l'album Ainsi soit je... nel 1988.
- Il cantante italiano Franco Battiato ha messo in musica, con la collaborazione del filosofo Manlio Sgalambro, Invitation au voyage come Invito al viaggio nel suo album Fleurs (Esempi Affini Di Scritture E Simili) del 1999.
- Alcest, gruppo francese blackgaze, ha messo in musica alcune poesie di Baudelaire, tra cui Elevation, nell'EP Le Secret (2005).
- Il gruppo italiano Baustelle gli dedica la canzone Baudelaire, contenuta nell'album Amen, in cui viene anche citato il nome del poeta accanto a quello di altri personaggi autodistruttivi, un verso della lirica La morte degli amanti ("avremo divani fondi come tombe"), dall'ultima sezione dei Fleurs (La morte), e il titolo degli stessi Fiori del Male ("datti al giardinaggio dei fiori del male").
- Il rapper italiano Marracash si ispira alla poesia L'Albatros di Baudelaire per comporre il brano L'albatro, in collaborazione con Dargen D'Amico e Rancore e presente nel mixtape Roccia Music II.
- Il gruppo rock C.F.F. e il Nomade Venerabile ha musicato Spleen, facendone una canzone, Un jour noir, contenuta nell'album Lucidinervi.
- Il gruppo italiano Il Teatro degli Orrori con la canzone E lei venne contenuta nell'album Dell'impero delle tenebre ha musicato, rivisitandola, la poesia Il vino dell'assassino.
- La band francese Peste Noire ha messo in musica le poesie Le mort joyeux e Spleen.
- Il gruppo musicale inglese The Cure ha usato la traduzione inglese di Les yeux des pauvres come testo per la canzone How Beautiful You Are.
- Il titolo del brano che chiude il CD Girotondo della cantante italiana Giusy Ferreri, ovvero La Gigantessa, è stato ispirato dal breve componimento poetico La Géante.
- Il rapper italiano Ernia si ispira all'estetica baudeleriana ed al concetto di spleen in numerose canzoni, quali Spleen e Noia.
- Il cantautore Francesco Guccini cita i versi finali leggermente modificati della prefazione Al lettore, nella canzone Addio dall'album Stagioni del 1999
- Il cantautore Samuele Bersani cita Charles Baudelaire nella canzone Lolita presente nell'album Samuele Bersani del 1997
- Nell'album Sounds In The Attic del 1989, il gruppo francese coldwave Little Nemo musicò la poesia À Une Passante.